# Вайкунтха

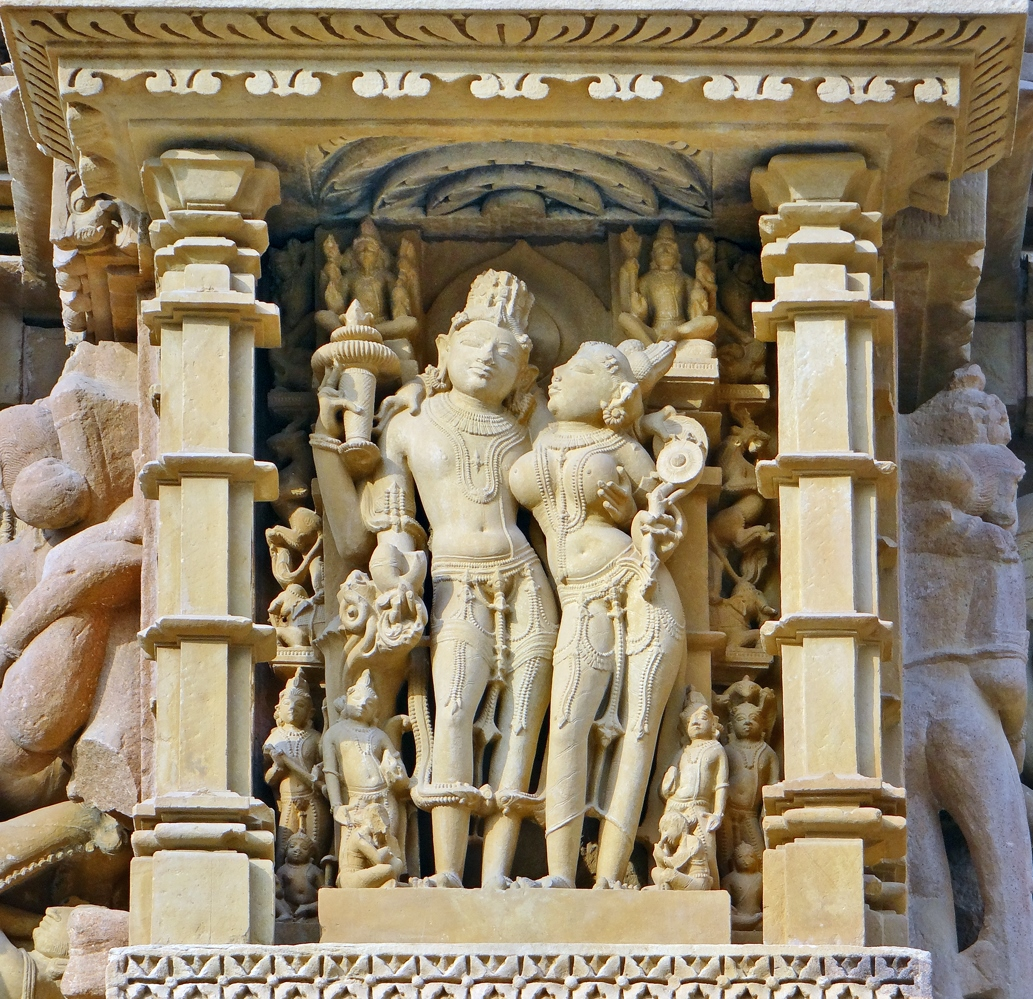
Влюблённая пара: Вишну вместе с богиней Лакшми. Храм Деви Джагадамбика, Кхаджурахо, Мадхья-Прадеш.

Вайку́нтха (IAST: Vaikuṇṭha, Vaikuṃṭha, Vaikuṇṭhā) — небесная обитель Вишну или высшая обитель блаженства — мир без забот и тревог, где Вишну пребывает со своими спутниками и преданными душами. Переход на Вайкунтху в шри-вайшнавизме тождественен обретению душой освобождения от цикла рождения и смерти (сансары). На Вайкунтхе души пребывают, исполненные блаженства, счастья и радости. В саду, где растут деревья, исполняющие желания, они кружатся в танце наслаждения, а Вишну озвучивает их чувства на флейте. Считается, что обитель Вишну, которую также называют «Вишну-локой» (миром или планетой Вишну) или «Вишну-нагаром» (священным городом Вишну), находится на вершине всех лок или миров.
Вишну называют «Вайкунтханатхом» (IAST: Vaikuṇṭhanātha), или Господином Вайкунтхи. Вайкунтха также является одним из его имён, оно фигурирует в «Вишну-сахасранаме» (1000 имён Вишну) и традиционно переводится как «Тот, кто устраняет все препятствия на пути преданных, чтобы достигнуть Его». С именем Вайкунтхи связаны определённые образы Вишну, прежде всего, Вишну, наслаждающийся с родственными душами, в божественных рощах в играх, чувственных переживаниях и праздниках.
Вайкунтха, называемая как «Тиру-парам-пада» (Thirupparamapadham), входит в число 108 дивьядешам, святых мест паломничества, хотя и не относится к земным местам, которые можно посетить. Упоминается в «Вишну-пуране», «Брахма-пуране», «Брахманда-пуране», «Бхагавата-пуране», «Гаруда-пуране», «Маркандея-пуране», «Падма-пуране», «Сканда-пуране», «Девибхагавата-пуране», «Шива-пуране», «Нараяна-упанишаде» и других произведениях.
С Вайкунтхой связано ежедневное почитание Вишну. Вайшнавы медитируют на Вайкунтху, вспоминают её красоты и вовлекают в духовную практику и повседневность, что обеспечивает им переживание божественного мира уже при земной жизни. Именем Вайкунтхи названо несколько храмов, посвящённых Вишну в Южной Индии и Камбодже.

## Этимология и значение Вайкунтхи

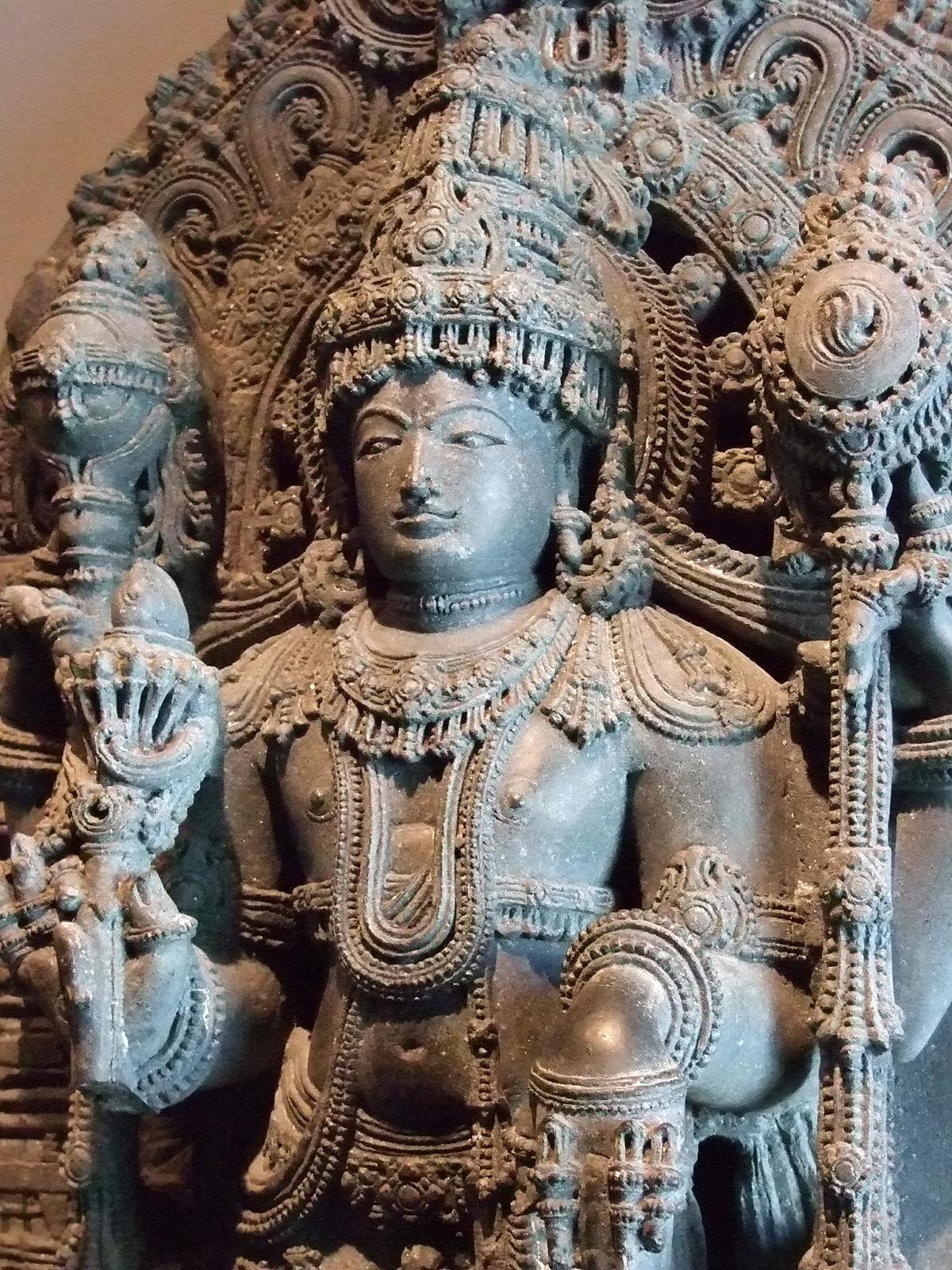
Вишну с шанкхой, чакрой, булавой и цветком лотоса. Индия, XIII—XIV века. Коллекция Азиатского музея искусств в Сан-Франциско

В традиции шри-вайшнавизма Вишну предстаёт в нескольких обликах, воспеваемых альварами и описанных в трудах ачарьев. Главным из них является «Пара» (Para), или «Пара-виграха» (Paravigraha), то есть «Высший Господь». Он вечно пребывает с очаровательной супругой Лакшми в своей божественной обители на Вайкунтхе. Вместе с ним на Вайкунтхе обитают его божественные атрибуты, представленные персонифицированными Шанкхой, Чакрой, Булавой, Падмой, а также украшениями — кирита (короной), кундала (серьгами), Каустубха (драгоценным камнем) и другими.
Обретение освобождения (мокши), или реализация души, представляет собой переход в совершенный мир Вишну, или к его божественным стопам, или на Вайкунтху. «Вайкунтха» буквально означает «мир без забот и тревог» — вечный мир, где царит радость и нет ни тени печали. Её синонимами являются «нитья-вибхути» (Nithya-vibhuti, вечное совершенство), «парам-пада» (Paramapada, у высших стоп), «Вишну-лока» (Vishnu-loka, мир Вишну). В тамильской среде, выходцы из которой стали первоначальными ачарьями шри-вайшнавизма, более распространено название «Тиру́на́ду» (IAST: Tirunāṭu, священное место, как Тамил-наду, или земля тамилов). О Тирунаду говорят как о «земле, где нет конца добру». В тамильской среде распространено не столько имя «Вишну», сколько его южноиндийские имена — Маль (Тиру-маль или Перу-маль), Хари, Кешава, Нараяна, Мадхава, Говинда и, наконец, Вайкунтха. У Вайкунтхи есть и другие синонимы, среди которых популярные — Ананда-майя (Ananda maya), Садгуная-майя (Sadgunaya maya), Панчопанишад-майя (Panchopanishadmaya), Панча-шакти-майя (Panchashakti maya), Пара-Брахма (Para Brahma), Вайшнава-пада (Vaishnava padam) и Парамакша (Paramakasa).
На Вайкунтхе освобождённая душа ничего не боится, ни от чего не страдает, не болеет, не стареет и ничем не ограничена. И напротив, она испытывает удовольствие, всегда юна, все её желания удовлетворены и она счастлива. В традиции шри-вайшнавизма переживание освобождения называют «пари-пурна Брахману-бхава», то есть совершённое и полное наслаждение Господом. Нахождение на Вайкунтхе связано с четырьмя состояниями душ. Они находятся в том же мире, что и Вишну (salokya), имеют такой же облик, как и он (sarupa), находятся в непосредственной близости к нему (samipa) и наслаждаются тем же блаженством, что и сам Вишну (sayujya). С Вайкунтхи души уже не возвращаются, поскольку больше нет никаких поводов или причин вновь воплощаться в земных телах.
И лишь изначальный Господь (Вишну) ни на мгновение не отделен
от Тирумалирумчолаи (Альвар Тирунагари, место рождения Наммальвара),
священного молочного океана, моей головы, Вайкунтхи господина Шри (Лакшми),
прохладных холмов Тирумалы, моего тела,
моей драгоценной, огромной и удивительной души,
моего разума, речи и поступков…Наммальвар, «Тируваймоли», стих 10.7.8

## От Вед к самхитам и тантре
Божественный мир Вишну, его упоминание и описание прослеживаются с ранних священных гимнов Вед и находят завершающее оформление в поздних средневековых работах вайшнавских философов. Первое упоминание об обители Вишну встречается в ведических гимнах. Большинство из них оперирует обобщёнными названиями Бога, такими как «Парабрахман», «Параматман», «Яджна-пуруша» и другие. Более персонифицированные имена, такие как Вишну, Нараяна и Васудева встречаются позднее, уже в пуранической литературе. Прямое упоминание Вишну возникает в избранных отрывках Вед, прежде всего, Ригведе. Именно в Ригведу уходят ведические корни вайшнавизма, в ней можно найти множество гимнов, воспевающих Вишну как Высшего персонализированного образа Бога. Подобные гимны также можно встретить в Яджурведе и Самаведе.
В Ригведе Вишну встречается в пяти полновесных гимнах и упоминается около сотни раз в общем тексте. В Ригведе ему посвящен ряд сюжетов, где он охватывает все миры тремя шагами. Всепроникновение и дало имя Высшей реальности, которую Ригведа стала называть «Вишну», от корня विश् (vish), то есть «охватывать». Исходным упоминанием Вайкунтхи считается мантра Ригведы 1.22.20 («tad viShNoH paramaM padaM sadA pashyanti sUrayaH»): «все боги (суры) всегда поклоняются стопам Вишну, который является верховным Богом». Указанную мантру и её вариации можно встретить не только в Ригведе, а и в поздних пуранах. В традиции шри-вайшнавизма её переводят как «нитья-сури (свободные души, боги) всегда созерцают высшую обитель Вишну („парам-пада“) подобно тому как обычные люди видят лучи Солнца, пронизывающие небо».
Стопы Вишну («парам-пада»), которых достигают как высшей обители, можно встретить во многих вайшнавских пуранах. Из контекста следует, что каждый раз достижение стоп Вишну представляет собой обретение его мира. «Вишну-пурана» провозглашает: «суры (нитья-сури, свободные души) созерцают высшую обитель Вишну („парам-пада“), сотканную из шуддха-саттвы (чистой материи)» (стих 1.2.16). Выражение «высшие стопы» («парам-пада») образно означает форму Вишну, приравнивая его к Вайкунтхе. В «Бхагавата-пуране» Вишну прямо провозглашает: «я — это Вайкунтха» (стих 3.16.6) и далее комментатор разъясняет: «Господь известен под именем Вайкунтхи» (стих 11.5.23).
Табл. Вайкунтха Ригведы («парам-пада») в вайшнавских пуранах.
| Пурана           | Стих          | Содержание |
| ---------------- | ------------- | --- |
| Вишну-пурана     | 1.9.51-1.9.57 | высшая обитель Вишну |
| Бхагавата-пурана | 4.12.26       | это высшая обитель Вишну, которую почитают во всех мирах |
| Бхагавата-пурана | 5.21.1        | высшая обитель Вишну достигнута таким маха-бхагаватой как Дхрува |
| Нарада-пурана    | 1.3.29        | именно эту высшую обитель Вишну Веды называют «Брахманом»; её могут созерцать лишь чистые души                                                                                             |
| Нарада-пурана    | 1.9.137       | не испытывай сомнения в том, что души, посвятившие себя Хари-бхакти (любви к Богу), достигают высшей обители Вишну (Шри Вайкунтхи)                                                         |
| Нарада-пурана    | 1.23.87       | я достиг высшей обители Вишну благодаря лишь соблюдению Экадаши-Враты (обета на Экадаши)                                                                                                   |
| Нарада-пурана    | 1.27.106      | те, кто соблюдают правила варнашрама-дхармы и преданы Нараяне, после смерти отправляются в высшую обитель Вишну                                                                            |
| Нарада-пурана    | 1.29.62       | Кешава (Вишну) доволен теми, кто строго придерживается дхармы: именно им он дарует жизнь в своей высшей обители                                                                            |
| Нарада-пурана    | 1.33.22       | Брахман — это Высшее блаженство и Высший свет; Брахман вечен и не существует ничего выше Брахмана; Брахман — это высшая обитель Вишну                                                      |
| Нарада-пурана    | 1.37.64       | о, мудрец, на меня попали капли воды со стоп Хари (Вишну) и лишь благодаря этому я достиг высшей обители Вишну                                                                             |
| Нарада-пурана    | 1.38.56       | поклоняясь Мадхаве (Вишну), а также отточив познание и его реализацию, Уттанка преодолел влияние всех двойственностей и смог достигнуть высшей обители Вишну                               |
| Нарада-пурана    | 1.46.12       | это высшая обитель Вишну; обитель, о которой говорит каждая мантра Вед; эту обитель ищут все, кто ищет освобождения; это высшая обитель Вишну                                              |
| Нарасимха-пурана | 17.29         | все, кто повторяют восьмислоговую мантру и следуют Ведам, достигают высшей обители Вишну                                                                                                   |
| Гаруда-пурана    | 1.44.9        | следуя дхьяна-йоге, йог пересекает небесную Гангу и попадает в высшую обитель Вишну |
| Гаруда-пурана    | 1.50.49       | при омовении следует повторять «Агхамаршана-сукту» (из Ригведы), либо «Друпада-Савитри-сукту» из Шатапатха-брахманы Яджурведы, либо мантру «все боги поклоняются стопам Вишну…» из Ригведы |

В самых ранних панчаратра-самхитах, ритуальных текстах шри-вайшнавизма, таких как «Джаякхья-самхита» (IAST: Jayākhyasaṃhitā), «Сатвата-самхита» (IAST: Sātvatasaṃhitā), «Паушкара-самхита» (IAST: Pauṣkarasaṃhitā) и «Парамешвара-самхита» (IAST: Pārameśvarasaṃhitā) мы не найдем никакого описания божественного мира, за исключением упоминания, что Вишну в нём присутствует. Высшее небо («парамавьома») обнаруживается в более поздних текстах, таких как «Ахибудхнья-самхита» (IAST: Ahirbudhnyasaṃhitā) и «Лакшми-тантра» (IAST: Lakṣmītantra). В «Ахибудхнья-самхите» Вайкунтха описывается как место, сотканное из духовного знания и блаженства, возникшее по воле Вишну («санкальпа») во время его чистого творения («шуддха-сришти»). На Вайкунтхе Вишну и Лакшми наслаждаются в саде наивысшего счастья среди неразлучных спутников, таких как Гаруда и Ананта, а также свободных душ. По «Лакшми-тантре» высшее небо является результатом чистого творения Вишну, вызванного единовременным проявлением его шести божественных качеств (всезнание, энергия, всемогущество, богатство, мужество и сияние). Мир Вишну заселен освобожденными существами. В обоих текстах большое внимание уделяется описанию внешнего вида и качеств жителей Вайкунтхи.
На прекрасной Вайкунтхе, сияющей как тысячи солнц, обитает Шри Пара-Васудева, воплощение чистого знания, совершенный, исполненный шуддха-сатвы, с шестью гунами — гнана, бала, айшварья, вирья, шакти и теджас. Господин нитья-сури держит раковину и чакру, он сияет в прекрасных одеждах и украшениях, ему служат Шри, Бху и Нила, вместе счастливо отдыхающие на Ананте…Молитва Надури Аммала (1165—1275), ачарьи шри-вайшавизма и внука сына младшей сестры Рамануджи

## Божественный мир

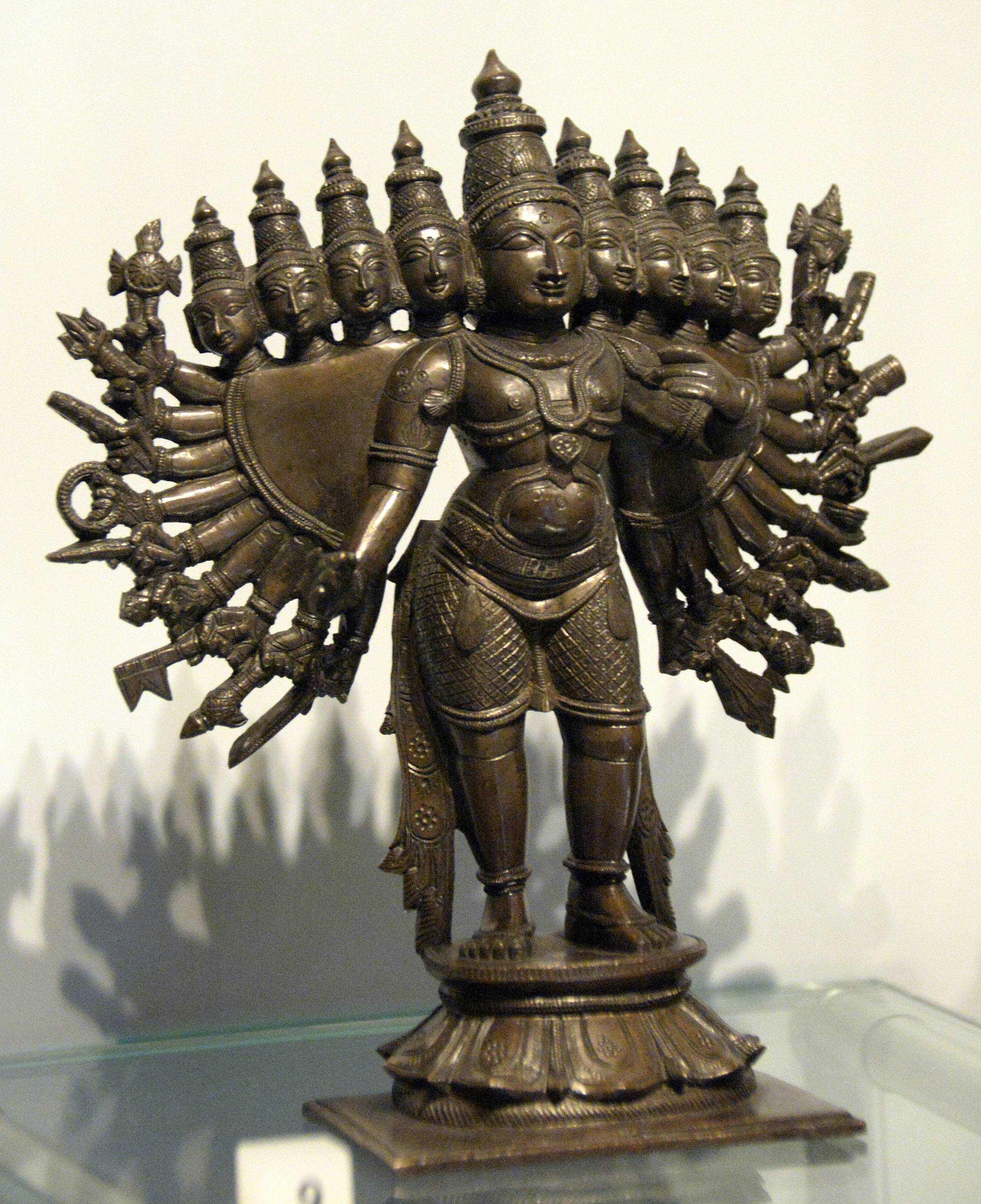
Вишну-Вишварупа, космическая форма Вишну, включающая в себя всех живых существ и созданий. Индия, XIX век. Коллекция Национального музея Шотландии.

В европейской культурной традиции существует только одно небо или духовный мир. Идея одного неба пришла из монотеистических религий. Христианство, ислам и иудаизм говорят об одном мире, куда души попадают после смерти, если человек следовал по пути Бога. Индуизм не является одномерной традицией. Перед душой распахивается целое созвездие миров — здесь и Сварга, или рай Индры, и Кайлас, или место Шивы, и Сатья-лока, или мир Брахмы. В Ведах созвездие миров, — понимание, что душа попадает туда, куда ведут её предпочтения и деяния, — ещё отсутствует. Оно возникло позже, уже в пуранический период. Веды же провозглашали необходимость выполнения обязанностей, особенно совершения жертвоприношений и ритуалов, таких как яджна. Соблюдение религиозных обрядов открывало дорогу к Сварге, или незримому миру хороших чувств и удовольствий. Небеса Индры описываются как место, где цветет исполняющее желания дерево Кальпатару, обитает исполняющая желания корова Камадхену, сияет исполняющий желания драгоценный камень Чинтамани, хранится рог изобилия из зерна и золота, известный как Акшая-патра. Другими словами, Сварга — это место, где удовлетворяются человеческие желания. В более поздних традициях, описанных, прежде всего, в «Вишну-пуране» и «Махабхарате», впервые возникает объяснение, что любое пребывание на Сварге является временным, а не постоянным. Душа испытывает удовольствия Сварги, пока не закончатся накопленные заслуги и душа вновь не воплотится в теле. За пределами Сварги есть более высокий мир, который называют Вайкунтхой, небесами Вишну. Из них душа уже не возвращается, поскольку становится совершенной и больше не знает забот, которые могут вернуть её на Землю.
Божественные миры имеют схожую между собой структуру, канонический образ которой заложен «Каушитаки-упанишадой». Это одна из ранних Упанишад, входящая составной частью в «Ригведу». По всей видимости, «Каушитаки-упанишада» составлена в добуддийский период, где-то до 800 года до нашей эры. Она посвящена перерождению и переселению душ под влиянием кармы. Упанишада описывает божественный мир на примере высшей реальности Брахмана (обезличенного Бога). Душа попадает в мир Брахмана после смерти тела, если успешно проходит через Луну и миры богов природы, таких как Агни или Варуна. Она путешествует по нескольким слоям тонкого мира, пока не достигает Брахмана в центре его обители. В мире Брахмана можно найти озеро Ара, стражей Мухурта, реку Виджара, дерево Илия, площадь Саладжья, дворец Апараджита, привратников Индру и Праджапати, а также зал Вибху, трон Вичакшина и ложе Амитачджас, на котором находится Брахман. Все объекты в описании носят символический характер, например, ложе — не физическое ложе, а «ложе духовного знания». Передние опоры ложа считаются прошлым и будущим, а задние — благополучием и пропитанием. Душу, блуждающую по миру Брахмана, называли «познающим ложе». Абстрактная идея мира Брахмана и его духовных объектов послужила прототипом для расцвечивания мира Вайкунтхи, где Бог не является обезличенным Брахманом, а воплощен в человекоподобном Вишну со всеми его божественными качествами. По крайней мере, отсылка на «Каушитаки-упанишаду» сохранилась в комментариях к «Вишну-сахасранаме», оставленных двоюродным братом Рамануджи, Парашара Бхаттаром, между XI и XII веками. Он описывает Вишну, отдыхающего на божественном ложе в зале, украшенном драгоценностями, «как в Каушитаки(-упанишаде)».
Властелин Вайкунтхи! Мой Господь небесного цвета!
Мой величественный Господь!
Предводитель нитья-сури (свободных душ)!
Каждое мгновение, что я думаю о тебе, для меня как нектар.
Ты, чистый, как цветок жасмина, избавляешь преданных от недостатков.
Я крепко держусь за тебя. Пожалуйста, обрати на меня свой взор.Наммальвар, «Тируваймоли», стих 2.6.1

## Восхождение Наммальвара

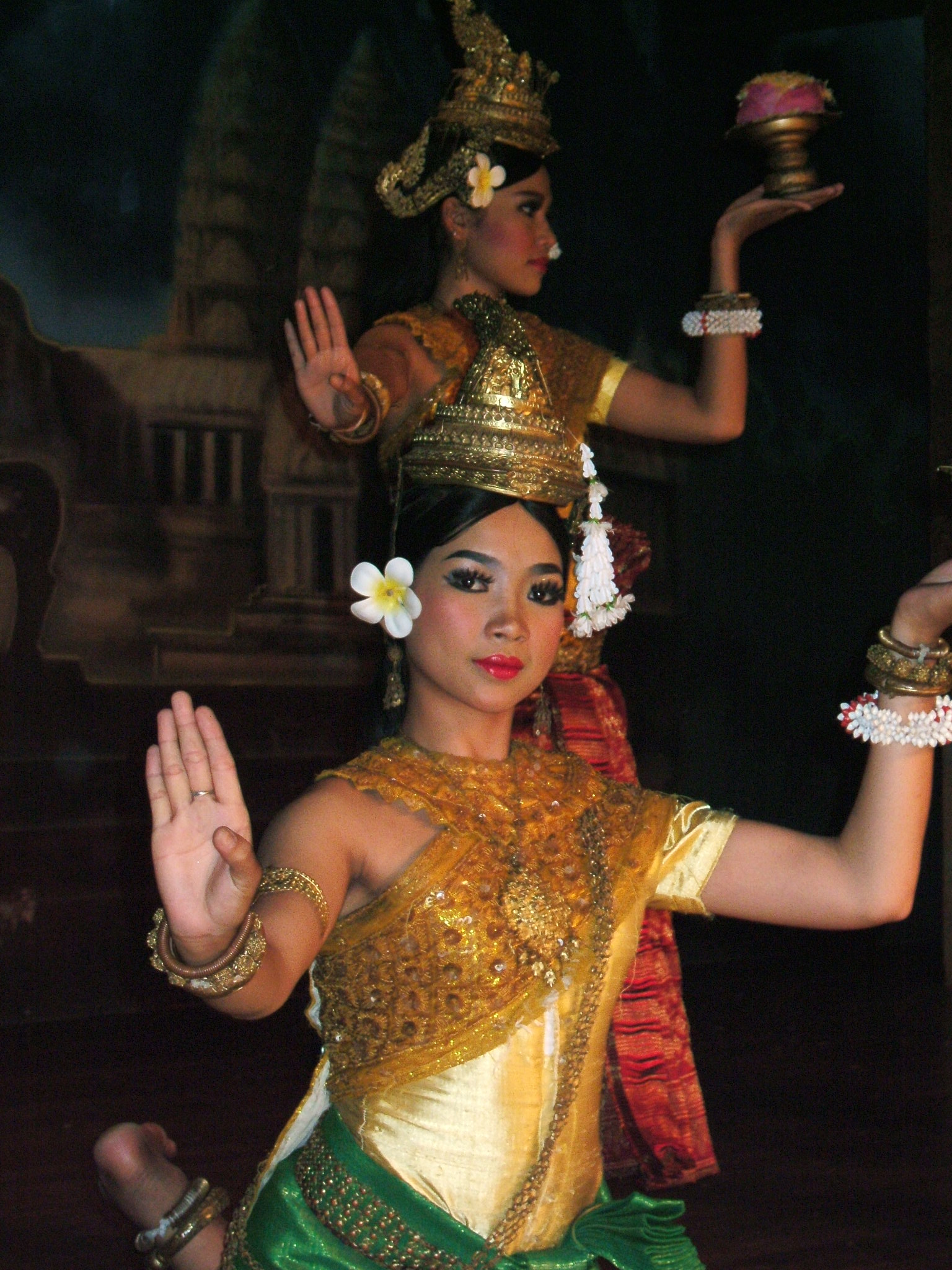
Традиционный танец апсары. Сиемреап, Камбоджа, 2008 год

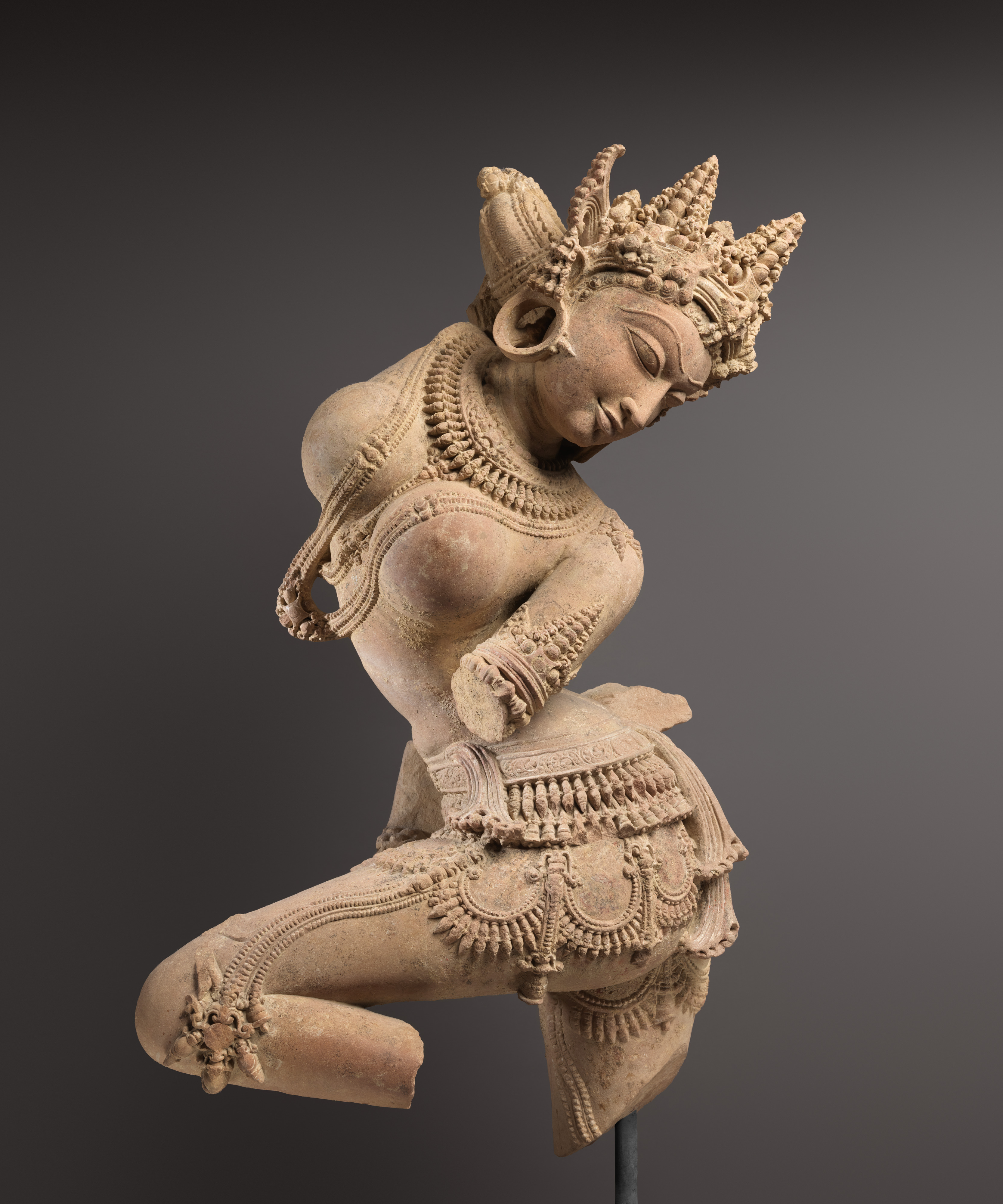
Танцующая небесная красавица-апсара. Индия, XII век. Метрополитен-музей (США).

Восхождение душ на Вайкунтху живописует в своих стихах Наммальвар, талантливый поэт VIII—IX веков, посвятивший Вишну тысячу стихов, известных как сборник «Тируваймоли». Считается, что Наммальвар увидел переживание Вайкунтхи в трансе и передал свои ощущения в поэтической форме. Альвар живописует как освобождённая душа добирается к стопам Вишну, на Вайкунтху, а небожители встречают её, словно она возвращается в родном дом. Поэзией Наммальвар вселяет уверенность, что Вайкунтха и её обитатели ждут душу как своего родственника. Описанию восхождения душ на Вайкунтху посвящена группа стихов «Тируваймоли» 10.9.
На Вайкунтхе не существует ничего неодушевленного, даже материя представлена очеловеченными образами. Одушевленные облака и прибрежные волны приветствуют будущих жителей Вайкунтхи. Облака гармонично двигаются под музыку небесных сфер, а волны радостно танцуют. В ожидании ликования семь континентов празднично нарядились, а их обитатели, все до одного, приготовили дары новоприбывшим (стих 10.9.1). Наммальвар сравнивает происходящее с «пурна кумбха» (полным собранием), ежегодным фестивалем, когда празднующие собираются вместе. Жители Вайкунтхи объединяются, чтобы воздвигнуть гигантские флагштоки и поднять на них знамёна для приветствия новоприбывших. Океан блаженства Вайкунтхи от счастья выходит из берегов (10.9.2). Души никогда не теряют связь с Вайкунтхой, у каждой из них есть свои «родственники» в мире Вишну. Они радеют за то, чтобы души прибыли в мир свободных существ. Жители Вайкунтхи, встречая своих, жгут благовония и осыпают их ароматными цветами (10.9.3). Боги, коренные жители Вайкунтхи, изъявляют радость по поводу прибытия преданных Вишну. Они играют им на музыкальных инструментах и сопровождают в дороге. Каждый раз, встречая новоприбывшего, они устраивают придорожные места для отдыха. Двенадцать солнечных богов (адитьев) протягивают к ним свои руки-лучи в приветствии. Звук барабанов раскатывается по небу как рев моря (10.9.4).
Он (Вишну), необыкновенной формы,
Единственная причина (бытия) богов, мудрецов и живых существ.
Он породил из себя молочный океан и отдыхает в нём.
Он — предводитель нитья-сури (свободных душ), искусных, пребывающих на Вайкунтхе.
Он — мой великий учитель.Наммальвар, «Тируваймоли», стих 1.5.4

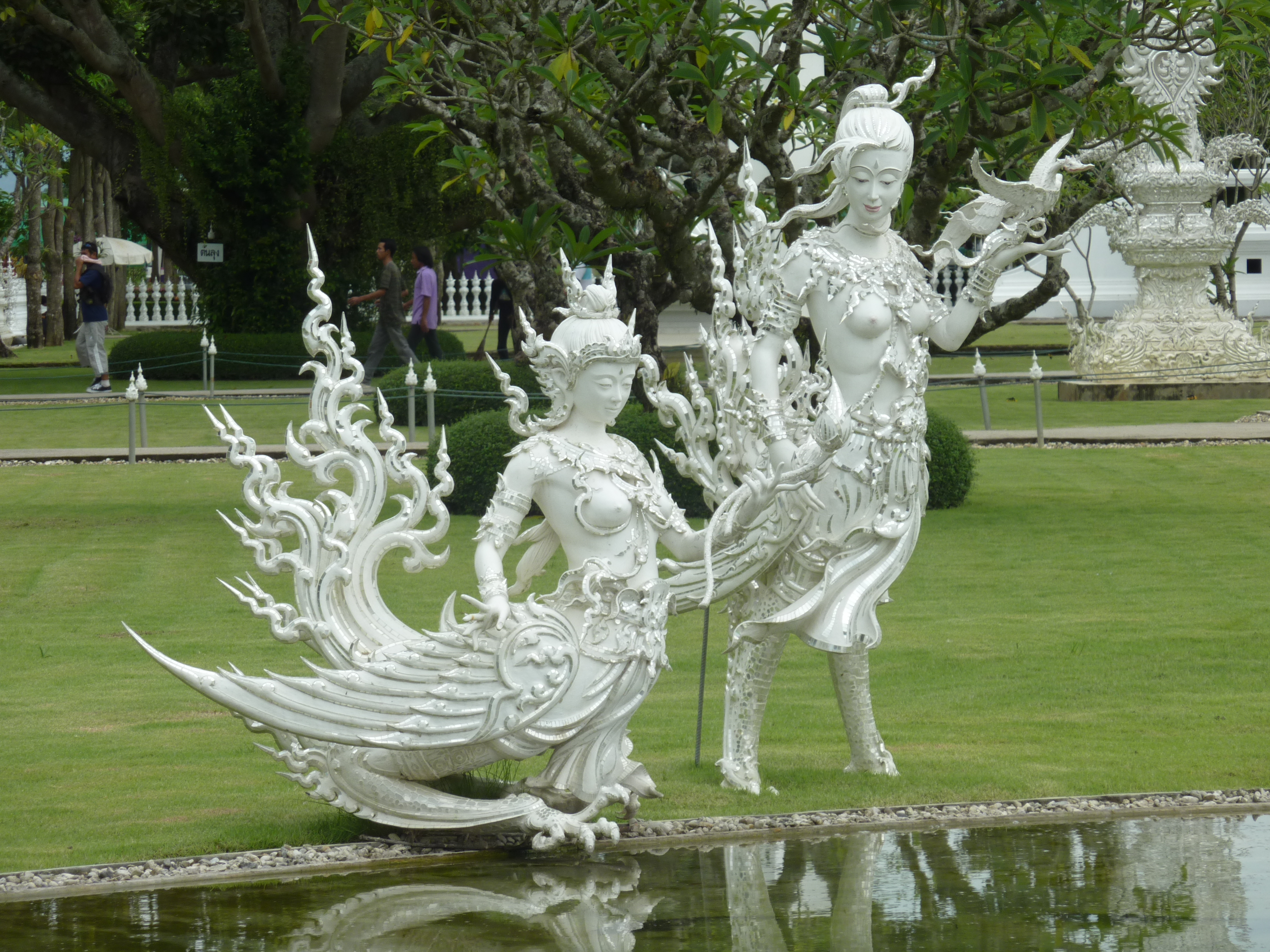
Небесные существа — киннара и гандхарв. Белый храм Ват Ронгкхун, Таиланд.

Боги, чья забота — встречать души (Варуна, Индра, Праджапати и другие), приглашают посетить примечательные места Вайкунтхи и принять гостеприимство. Бесподобные небесные музыканты (киннары) и певцы (гандхарвы) приветствуют их, исполняя музыкальные произведения (10.9.5.). Чудесный дым благовоний распространяется по Вайкунтхе. Ритуальные раковины и трубы берут высокие ноты. Духи облаков и воды (апсары), милые девушки, бросают тёплые взгляды на прибывших. Они приветствуют их так же, как старшие рады возвращению домой младших, странствовавших в далеких странах. «Преданные хранителя Сударшаны (Вишну)! Наслаждайтесь у его стоп!» — восторженно провозглашают апсары (10.9.6). Божества неба («марут-гана» — бури, ветра, грома и молнии) и стихий («аста-васу») насколько могут, выходят за пределы своего обитания и воспевают славу восходящим. Они поют душам гимны в честь Вишну-Говинды, увенчанного драгоценной короной, Кешавы, отдыхающего в бескрайнем молочном океане (блаженства) (10.9.7). Извечные жители Вайкунтхи, свободные нитья-сури, в конце пути приветствуют новоприбывших. Их головы украшают короны, знаки посвященного служения Вишну (короны являются ничем иным как символическими стопами Вишну на головах его преданных и названы в честь Наммальвара и его служения Вишну — прим.), а сами они обликом похожи на своего Владыку цветом грозовой тучи. Небеса украшены цветочными гирляндами, по ним развеваются знамёна Вишну, стены зданий изящно декорированы. При виде новоприбывших сам очаровательный Господь и его божественная супруга Лакшми сияют особым блеском (10.9.8). Нитья-сури ожидают перед вратами в Вайкунтху и приглашают души заселиться там, где им по нраву. Они смотрят на прибывших как на равных себе — душ, глубоко влюбленных в Вишну. Как жители Вайкунтхи, так и новоприбывшие, могут посвятить своё времяпровождение наслаждению в компании с Вишну (10.9.9). Луноликие посланницы Лакшми омывают стопы новоприбывшим, наносят им на лбы тилаки. С вдохновленными лицами они держат в руках сосуды, полные воды («пурна кумбха», где роль крышек выполняют кокосы), а также сандалии и масляные светильники для приветствия. Лица девушек Вайкунтхи светлеют, они подобны ликующим матерям, угощающим сыновей после путешествий (10.9.10).

Традиционное представление о жизни небесного мира. Фрески Сигирии. Шри-Ланка, между VIII и X веками.
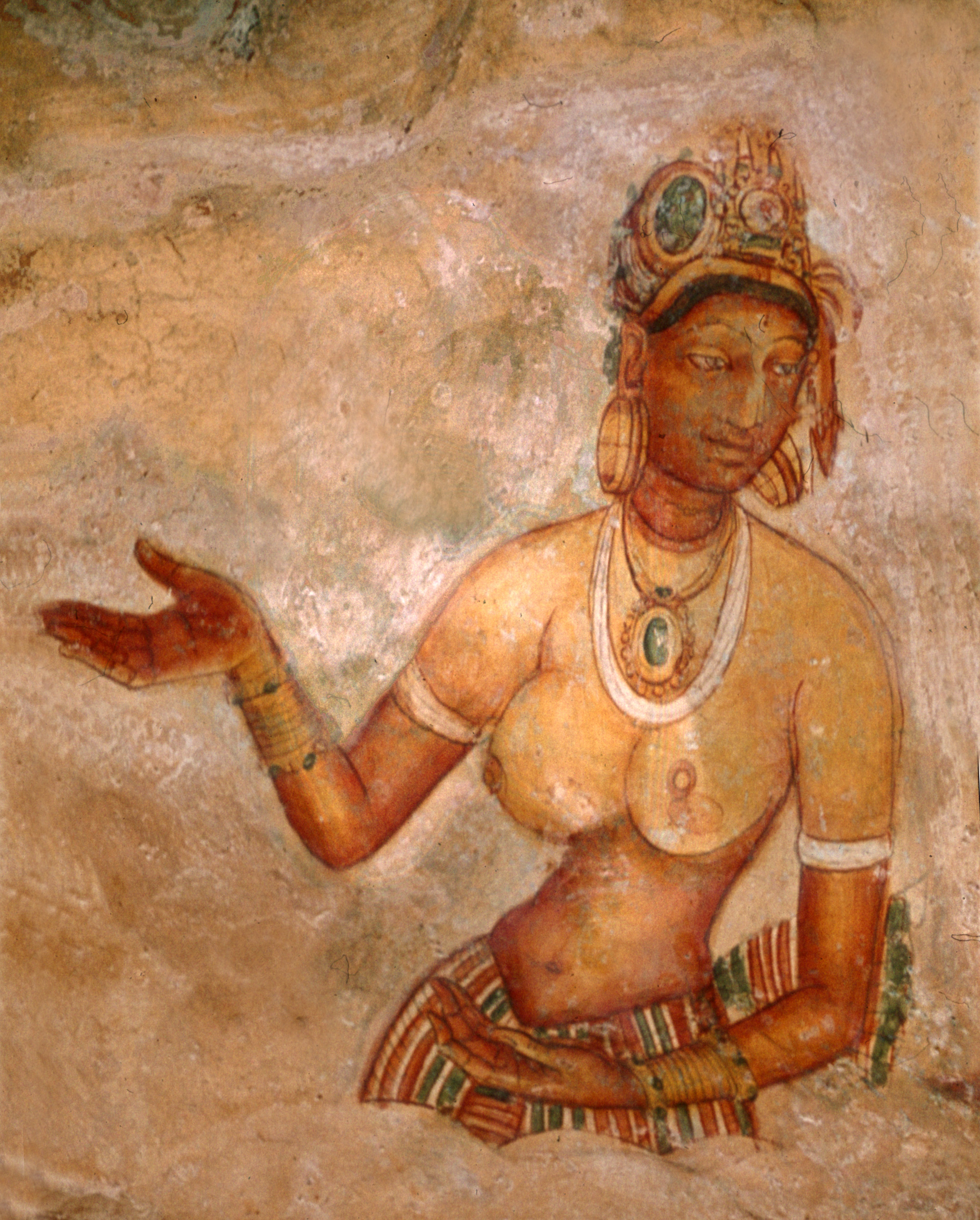
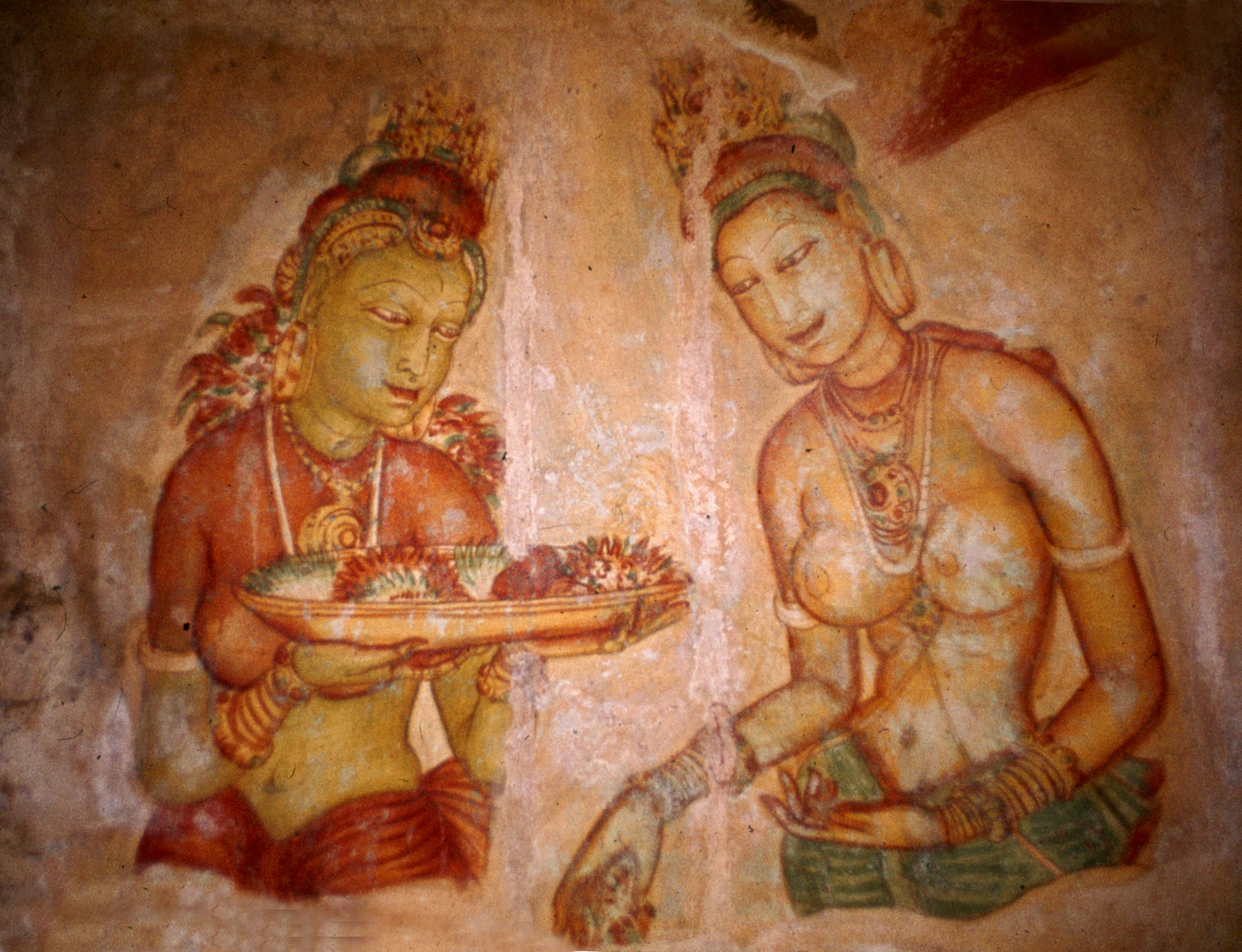
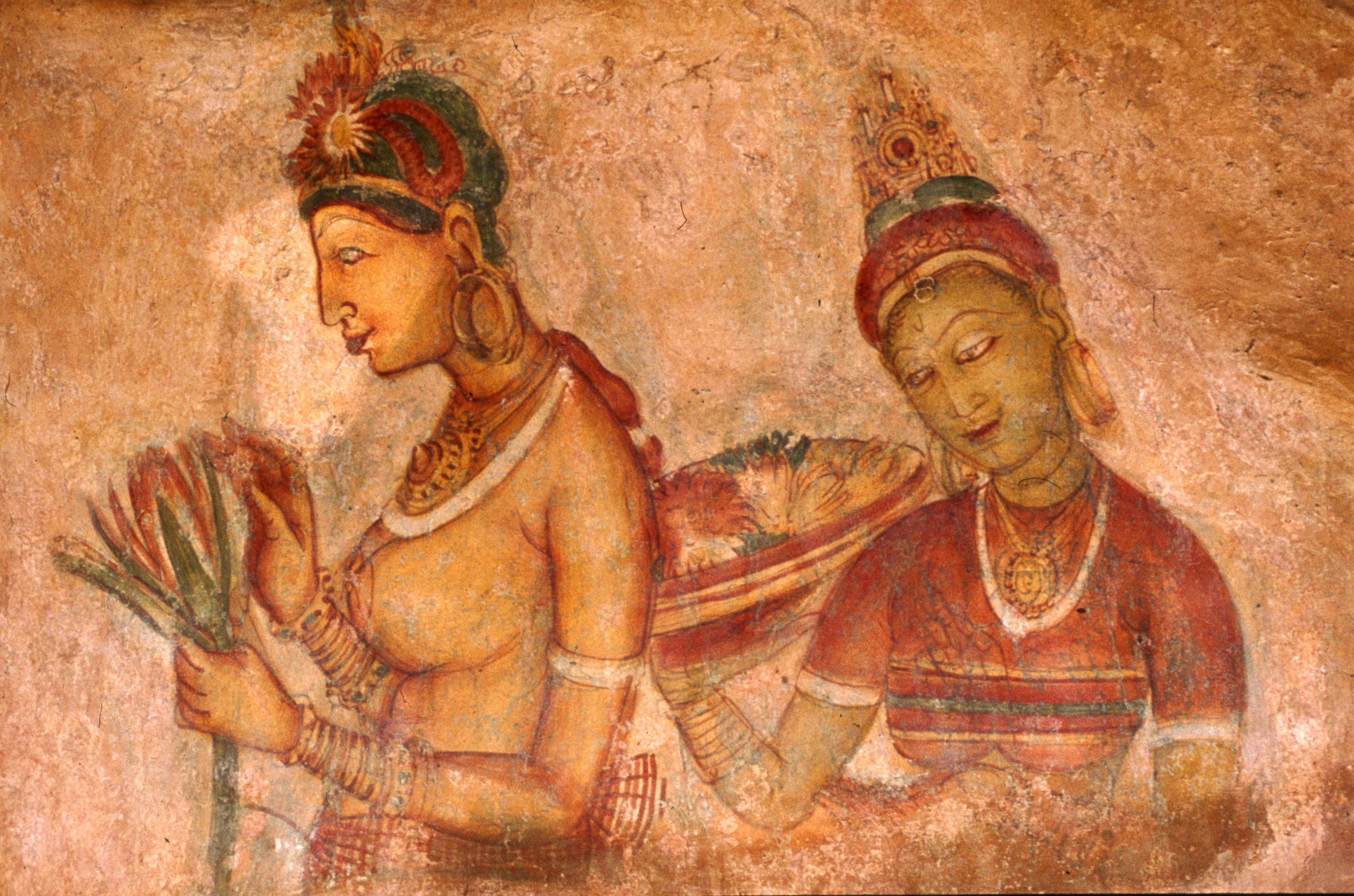
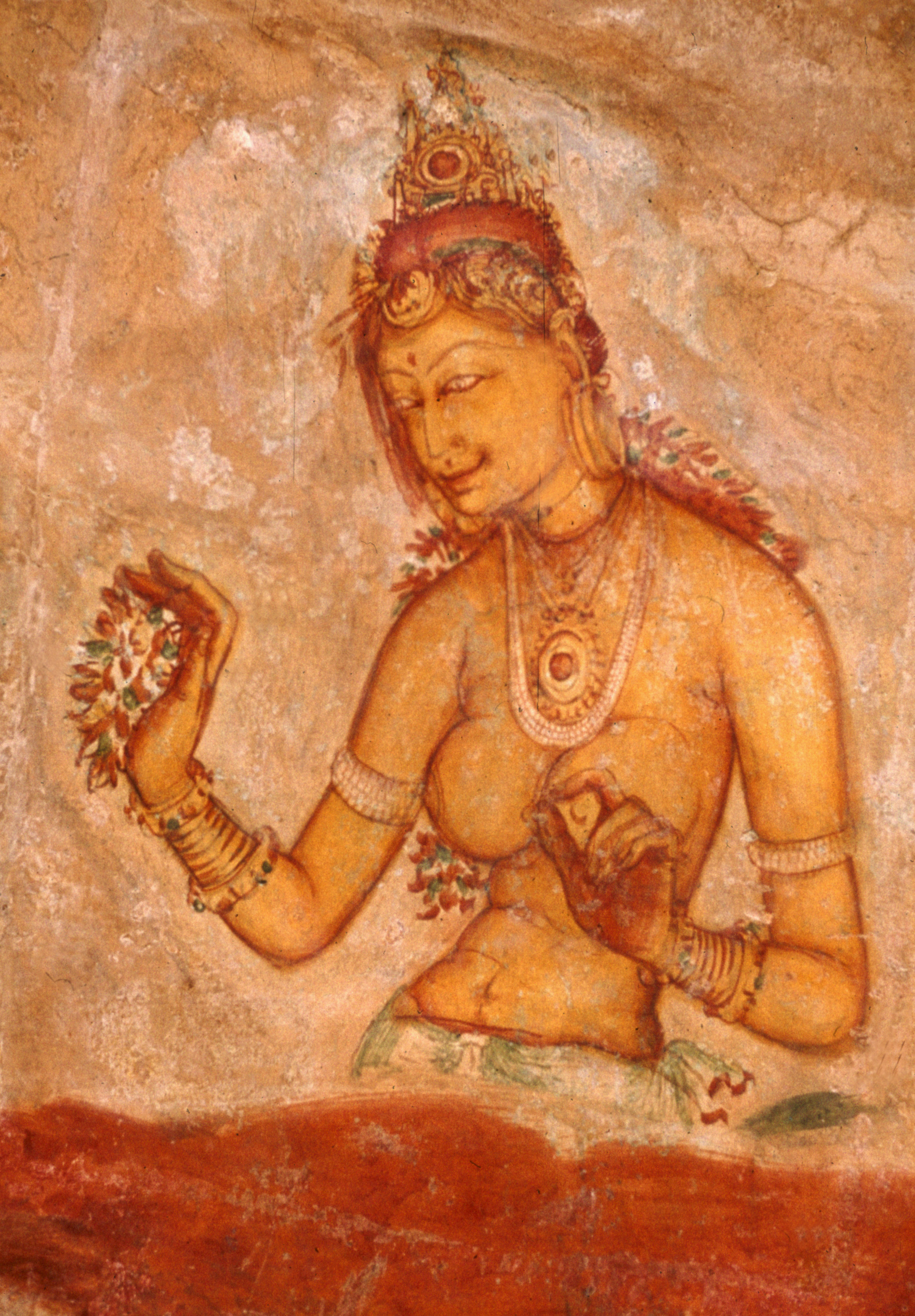
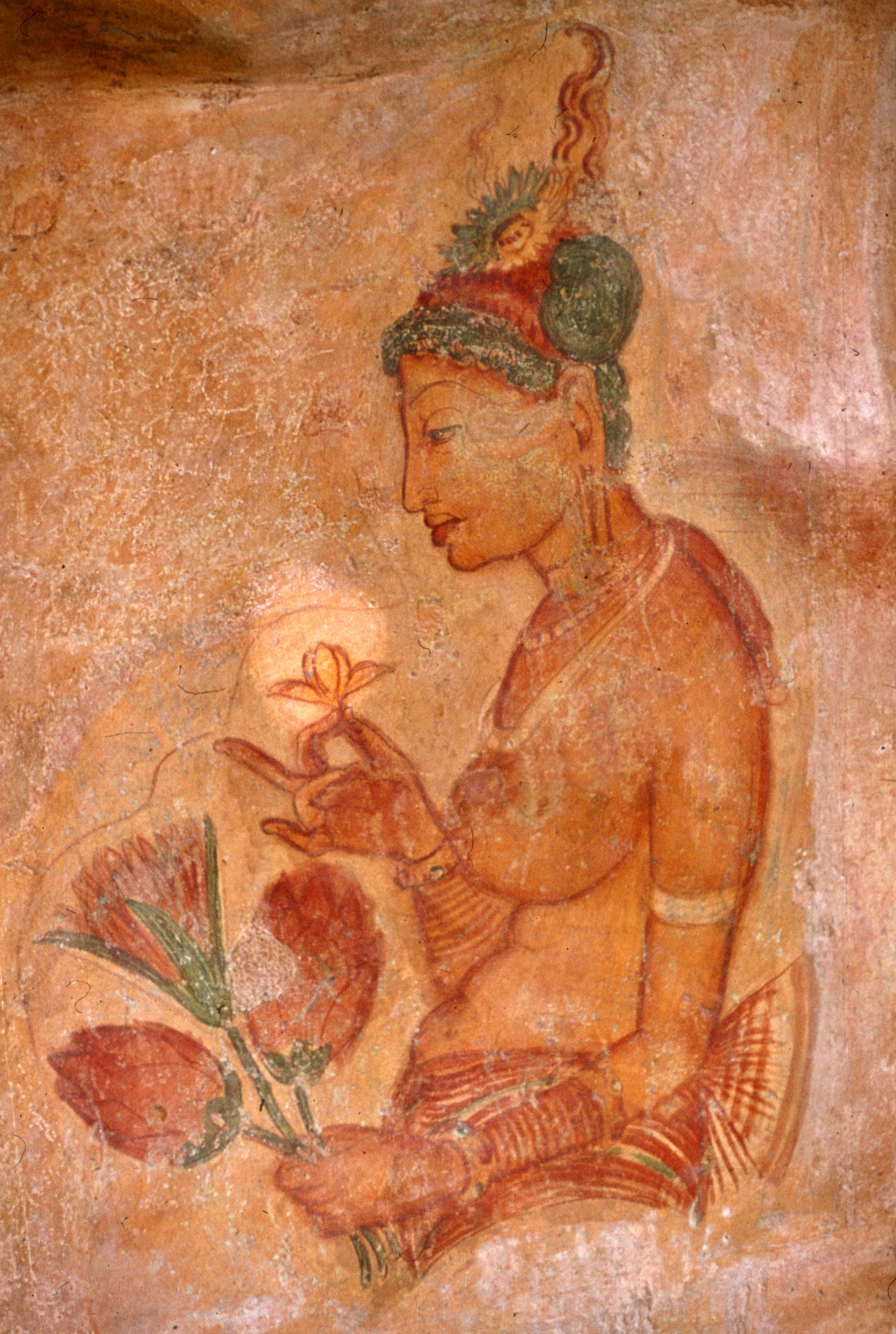

## Вишну встречает гостей
Ямуна (Алавандар), один из ранних учителей шри-вайшнавизма и предшественник Рамануджи, оставил первое классическое описание Вишну, пребывающего на Вайкунтхе вместе с неразлучными спутниками. В гимне «Стотра-Ратна» (Сокровище гимнов, восхваляющих Вишну), он встречает Вишну вместе с прекрасной Лакшми в своей божественной обители, «дивья-дхама» (IAST: divyadhāma). Его окружают ездовая птица Гаруда, змей Ананта, хранитель Вишваксена и вечно свободные души (нитья-сури). Последователи Ямуны не только использовали его скромный набросок, но и развили описание Вайкунтхи, дополнив близким окружением Вишну и чудесными красотами.

(Ты) восседаешь вместе с Шри на великом змее Ананте, единственном воплощении превосходного знания и огромной силы, в божественной обители на Вайкунтхе, освещенный лучами, исходящими от скопления драгоценных камней на змеиных капюшонах.
(Ты) отдыхающий на змее, которого преданные называют Шешей из-за различных форм, которые он принимает, служа тебе как жилище, ложе, трон, сандалии, одежды, подушка и зонт от солнца и дождя.
Гаруда — твой слуга, друг, твоя ездовая птица, трон, твоё знамя, твой навес для защиты от дождя и солнца, который сияет от следов твоих стоп, состоящий из Вед.
(О, Господь) твой защитник, Вишваксена, поглощающий остатки твоей пищи, любящий тебя и наслаждающийся властью только благодаря тебе, чьи сомнения ты устраняешь одним лишь взглядом.
Тебя сопровождает множество нитья-сури, чья природа не запятнана недугами и недостатками, обладающих исключительной преданностью и наилучшим образом вам служащиех, кто более чем кто—либо подходят для того, чтобы заботиться о тебе.
Ты, обладатель длинных рук, воодушевляешь Шри прекрасными и искусными играми-лилами, состоящими из разнообразных и новых чувств, что превращает эпохи в краткие мгновения.

— Ямуначарья. «Стотра-Ратна» (Сокровище гимнов, восхваляющих Вишну), XI век.

Подробное и последовательное описание Вайкунтхи оставил Рамануджа в «Нитья-грантха», «Руководстве по ежедневному поклонению», служащим для подготовки и проведения пуджи. За основу было положено описание Вишну и его окружения, данное Ямуной, которое дополнилось визуализацией божественного мира. Вайкунтха возвышается над всеми земными и духовными мирами и планетами. Её описание начинается с панорамного вида и заканчивается знакомством с отдельными обитателями. При восхождении на небеса душа видит очертания чего-то грандиозного, «дивья-лока», или божественного мира. По пути она встречает жителей Вайкунтхи («дивья-джана») и подходит к райскому городу («дивья-нагар»), входит в небесный дворец («дивья-вимана») и достигает «павильона, украшенного драгоценностями», представленного открытым залом с колоннами («мандапа-ратна»). Ачарьи шри-вайшнавизма стремились преподнести первую встречу с Вишну как торжественное, незабываемое событие. Отсюда упоминание дворца, его украшений, зала для приёмов и, непременно, трона. Их слушатель, оказавшись на Вайкунтхе, попадал без малого, на царский двор, где Вишну — «махараджа», а обитатели божественного мира — его «придворные».

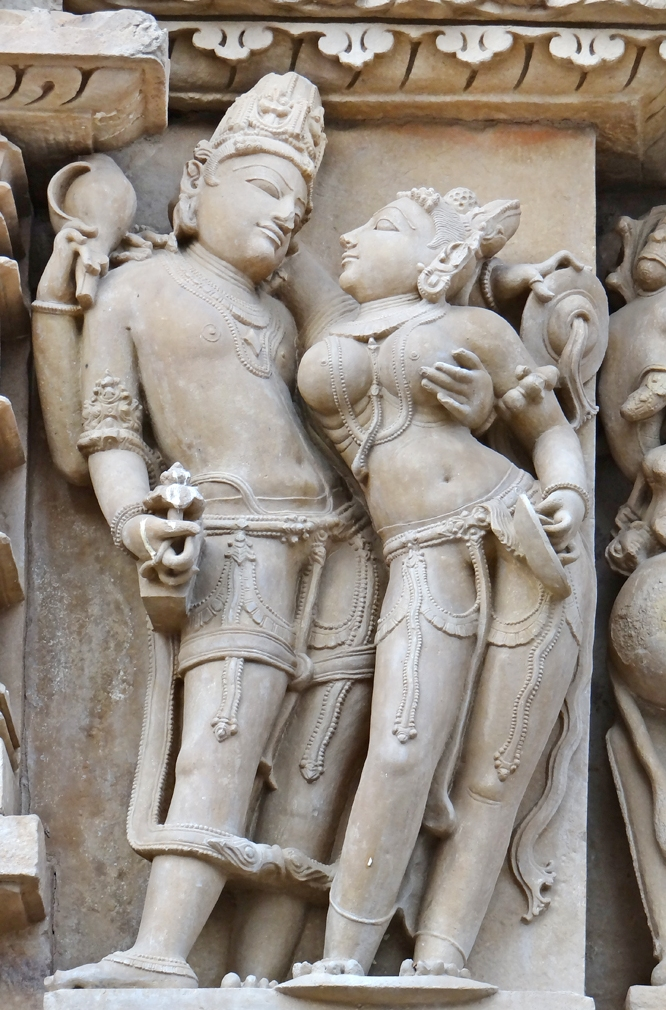
Влюблённая пара: Вишну вместе с богиней Лакшми. Храм Адинатха, Кхаджурахо, Мадхья-Прадеш.

Однако за парадным описанием проглядывает истинное великолепие и «повседневная» жизнь Вайкунтхи. Встреча с Вишну происходит как встреча двух влюбленных, как встреча давних друзей, как встреча с любящими родителями. Он ждёт близкие души, в мире тёплых чувств, отдыхая на красном лотосе, где обнимается вместе с супругой Лакшми. В верхних руках он держит время любви и пространство любви, нижними — красоту любви и силу любви. Высшая душа благословляет и предлагает принять у своих стоп прибежище от земных неурядиц. Вокруг него плещется океан блаженства — чувство, которое он вызывает у всех, кто находится рядом. Высшая душа дарит свою любовь всем пришедшим, какими бы они ни были. Он закрывает глаза на людские несовершенства, его любовь столь велика, что он исполняет желания своих гостей. Рядом с ним неразлучная богиня Лакшми. Она прижимается к своему супругу и на Вайкунтхе представлена в трёх ипостасях — Шри, Бху и Нила (Наппинней). Вокруг Вишну сонм спутников, таких как вимана Гаруда и хранитель Вишваксена. После первой встречи гостей он остаётся всё таким же близким и родным. Альвары и Аннамайя, живописуют его времяпровождение — вот Вишну раскачивается на качелях, здесь под цветущим деревом обнимается с любимой Лакшми, там — играет с близкими душами. Жизнь с Вишну превращается в полное единение душ с Высшей душой, происходящее в волшебном мире беспричинного счастья. Здесь, в саду наивысшего счастья, среди рощ париджата, калпатару, калпаврикш, души окунаются в блаженное сознание Вишну, где каждое мгновение их желания реализуются. Исполнение заветных, сокровенных и нежданных чаяний рождает у душ экстаз, а затем полное счастливое удовлетворение. Душа чувствует, что Вишну обнимает её со всех сторон. Обитателям небесного мира остаётся лишь беззаботно участвовать в бесконечном празднике жизни — песнях, играх и танцах.
Рамануджа оставил ещё одно описание Вайкунтхи в трилогии «Гадья-трайя». Её раздел «Шри Вайкунтха-гадья» посвящен исключительно описанию мира Вайкунтхи. Здесь она описывается поэтическим языком и не столь последовательно как в руководстве для поклонения. Однако основные части повторяются и включают божественный мир («дивья-лока»), небесное святилище («дивья-ятана»), зал для приемов, декорированный драгоценностями, и йогическое ложе («йога-парьянка»), представленное змеем Анантой. Место встреч окружено рощами и озёрами, где жители Вайкунтхи испытывают удовольствия счастья, главное из которых — благосклонность господина Вайкунтхи. Сад наивысшего счастья с его нектарной атмосферой является сердцем Вайкунтхи. «Шри Вайкунтха-гадья» является своеобразным путеводителем для души по божественному миру. Переживая опыт слияния с божественным, Рамануджа описывает небесную обитель Вишну, находящуюся за пределами человеческого восприятия. Его чувственное описание, заканчивающееся желанием бескорыстно служить возлюбленному Вишну, отражает высшее эстетическое наслаждение от созерцания божественного. Чтение «Гадья-трайи», включая описание Вайкунтхи, в Южной Индии получило распространение в среде брахманов как ежедневная традиция.

За границами всех причин действия, или пракрити, лежит небесный мир, называемый Парамавьомой. Он находится за пределами слов и мыслей. Это божественная земля, полная неиссякаемого богатства и благости. Её богатство и величие превосходит воображение Санаки, Брахмы, Рудры и других богов. Её заполняют великие души, думающие лишь о благополучии Вишну и вечно находящиеся у него в служении. Невозможно постичь размеры, природу и великолепие мира Вишну, в котором находятся сотни и тысячи обширных земель, плодоносных деревьев и божественных рощ. На Вайкунтхе в невероятном божественном дворце, масштабы которого неизмеримы, находятся залы, чьи стены усыпаны драгоценными камнями, с сотнями и тысячами украшенных колонн. В обители Вишну цветет сад наивысшего счастья с деревьями, полными благоухающих цветов и фруктов. Среди них райские деревья Париджата и исполняющие желания Калпаврикша стоят поодиночке и в густых смешанных рощах. В саде наивысшего счастья расположены украшенные драгоценностями павильоны, предназначенные для игр и отдыха. Некоторые из них предназначены для Нараяны, другие — для богини Шри Лакшми, третьи — для их обоюдного времяпровождения. В саде наивысшего счастья мелодично поют птицы — попугаи, кукушки, павлины и другие. Обитель Вишну окружена сотнями тысяч рощ наслаждения. Её заполняют сотни и тысячи прудов и озёр с устроенными к ним ступеньками и площадками, усыпанными драгоценными камнями, жемчугом и кораллами. Они наполнены божественно чистой кристальной водой со вкусом нектара. Вайкунтха, божественная и необычайно красивая, полна приятно воркующих сладкоголосых птиц. В озёрах возвышаются острова с беседками, украшенными драгоценными камнями. В них произрастают несравненные сладкие цветы саугандхики. Воды озёр бороздят безупречно белые царственные лебеди.
Вошедший в несравненный сад наивысшего счастья опьяняется нектаром блаженства. С божественных деревьев свисают качели из цветочных гирлянд. Их окружает музыка жужжащих пчел, опьяненных нектаром цветов. По Вайкунтхе распространяется сладкий запах сандалового дерева, камфоры, агара и божественных цветов. Легкий ветерок разносит сладкие ароматы по всей райской обители. В центре великолепия среди цветочного изобилия восседает Господь Нараяна вместе с богиней Шри Лакшми. От них исходит божественное сияние, которое заполняет весь мир. О них заботятся приближенные, включая Ади-Шешу, Вишваксену и им подобных. Благость Лакшми, её красота и божественные качества смешиваются с такими же аспектами Вишну. Она призывает преданных служить своему супругу от чистого сердца.
Красота Вишну непередаваема, пара его глаз подобна распустившимся цветам лотоса. Цвет его тела сияет подобно несущему дождь облаку. На Вишну великолепные желтые шелковые одеяния. От него исходит чистое, прохладное и нежное сияние подобному тому как сверкает бесценный бриллиант, освещающий всю Вселенную. Он словно океан нектара, называемого милосердием. От Вишну исходит невообразимая, божественная и чудесная вечная молодость. Ветер шевелит на его нежном лбу легкие локоны. На Вишну необычайные красивые и пленительные украшения — корона, подвеска на лбу и ушные серьги с изображением рыб, а также ожерелье, ряды драгоценных цепочек на груди и ручные браслеты. На его груди есть отметка, известная как Шриватса. Рядом свисает несравненный камень Каустубха. Тело Вишну украшают ряды нанизанного на нить жемчуга, золотой пояс на талии, ножные браслеты и многое другое. С шеи Вишну свисает никогда не увядающая цветочная гирлянда Виджаянти, испускающая божественный аромат. Ему служат преданные раковина Шанкха, чакра Сударшана, булава Гада, лук Шаранга и другие. Ведение дел на Вайкунтхе поручено способному Сенапати Вишваксене, чья мысль или решение могут создавать, сохранять и разрушать все объекты в мире. О Вишну заботится бессчётное число вечно свободных душ (нитья-сури), таких как Гаруда, которые не знают мирских оков и получают огромное удовольствие от служения Вишну. Изящный облик Нараяны божественен, он чист и кроток, с улыбкой, исходящей из нежно приоткрытых губ, которая подчеркивает его красоту. Он — сама грация, щедрость, красота, сладость, и Он исполнен бесконечными благими качествами. Вишну полон приятных мыслей и сладкого нектара блаженства, достигающих самых сокровенных уголков сердец его преданных.
После видения Вайкунтхи я глубоко размышлял над истинной природой вечного Господа и зависимости от Него моего счастья. Я осознал, что Нараяна, является моим подлинным повелителем, хранителем моей семьи и моим единственным источником удовольствия. Он — мои мать и отец и все, что мне нужно. Когда я найду прибежище в Его лотосных стопах, когда я созрею, чтобы служить Его лотосным стопам и считать служение своим единственным удовольствием, только тогда я испытаю сильное желание заботиться о Нем и полноценно Ему служить. Когда я перестану интересоваться другими удовольствиями, освобожусь от мирских привязанностей и приближусь к Его лотосным стопам? Когда Вишну взглянет на меня своими прекрасными и сострадательными глазами и изящным мелодичным и сладким голосом предложит ему служить? Размышляя о Нём, я постараюсь развить свое желание служить Господу. По Его милости я направлюсь к Вишну, восседающему на лотосе вместе со супругой Шри Махалакшми, о которых заботятся Гаруда и другие. Я издалека паду ниц, повторяя мантру Вишну снова и снова, и склоню свою голову в смирении и послушании. Я подойду к Вишну, ощущая доброту и расположение его преданных. Через пение священной мантры я упрошу принять меня как своего слугу, чтобы я мог полностью погрузиться в блаженство служения и ничего больше, и полностью предаться на Его милость.

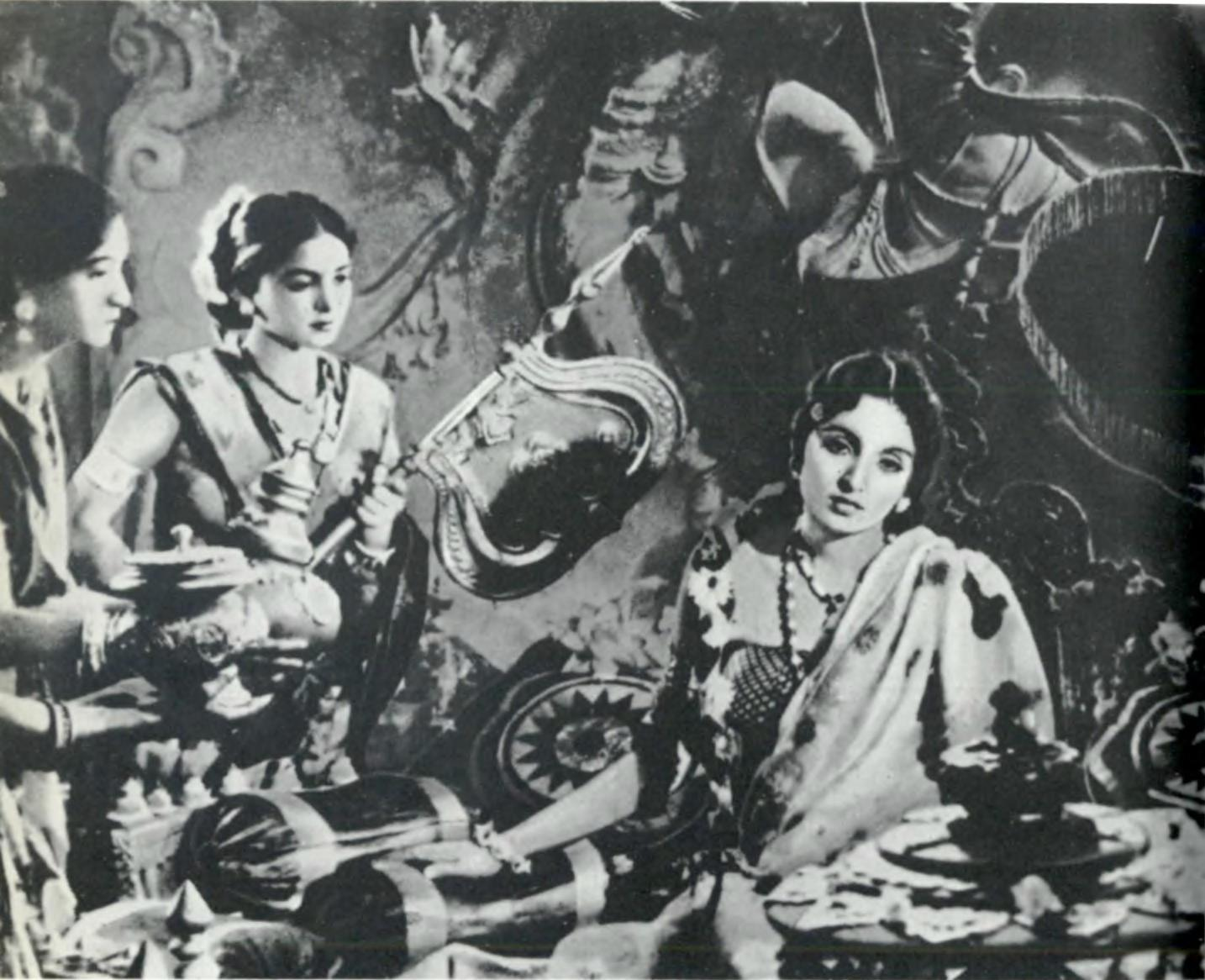
Лакшми со спутницами, из фильма «Рам раджа» (1943).

Художественное описание Рамануджи никем не превзойдено, его преемники не брались описывать столь же подробно Вайкунтху. Однако следы его поэтического восприятия прослеживаются далеко в произведениях последователей. Красоты Вайкунтхи упоминают и Куреша (Тируккурукай Пиран Пиллан), отец Парашары Бхатта и прямой ученик Раманджи, и знаменитый Венкатанатха, основательной северной традиции шри-вайшнавизма. И у них прослеживается всё та же манера торжественно-дворцового описания первой встречи. Куреша, комментатор стихов альваров на маниправала, живописал место встречи Вишну: «Он восседает на небесах под огромным пологом из драгоценных камней в божественном дворе, в окружении неутомимых бессмертных». Венкатанатха в произведении «Стотра-ратна-бхашья» (комментарий к «Сокровищу гимнов», восхваляющих Вишну) заимствует образ из «Вишваксена-самхиты», где Вишну пребывает в открытой галерее, украшенной тысячами колонн. Наконец, поздний пример описания места встречи Вишну демонстрирует «Ятиндра-Мата-Дипика» (руководство по философии Рамануджи), написанное известным философом Шринивасачарьей, учеником Махачарьи по линии преемственности Рамануджи, жившим в Тирупати в начале XVII столетия. Шринивасачарья повествовал: «В божественном великолепии есть город под названием Вайкунтха, окруженный двенадцатью оградами, множеством городских башен (гопур) и стен. За ними находится небесный дворец, называемый „блаженством“. Внутри него расположен зал, называемый „большим павильоном драгоценностей“, который поддерживают многие тысячи колонн из драгоценных камней. В зале находится Ананта, сияющий сквозь тысячи драгоценностей (его) капюшона. На нём находится небесный престол льва, состоящий из дхармы и др. На престоле расцветает восьмилепестковый лотос, на котором Вимала и другие девушки держат в своих руках опахала… Среди них можно лицезреть чудесного (Вишну), чьё превосходство не может быть описано никаким языком…».

## Властитель Вайкунтхи

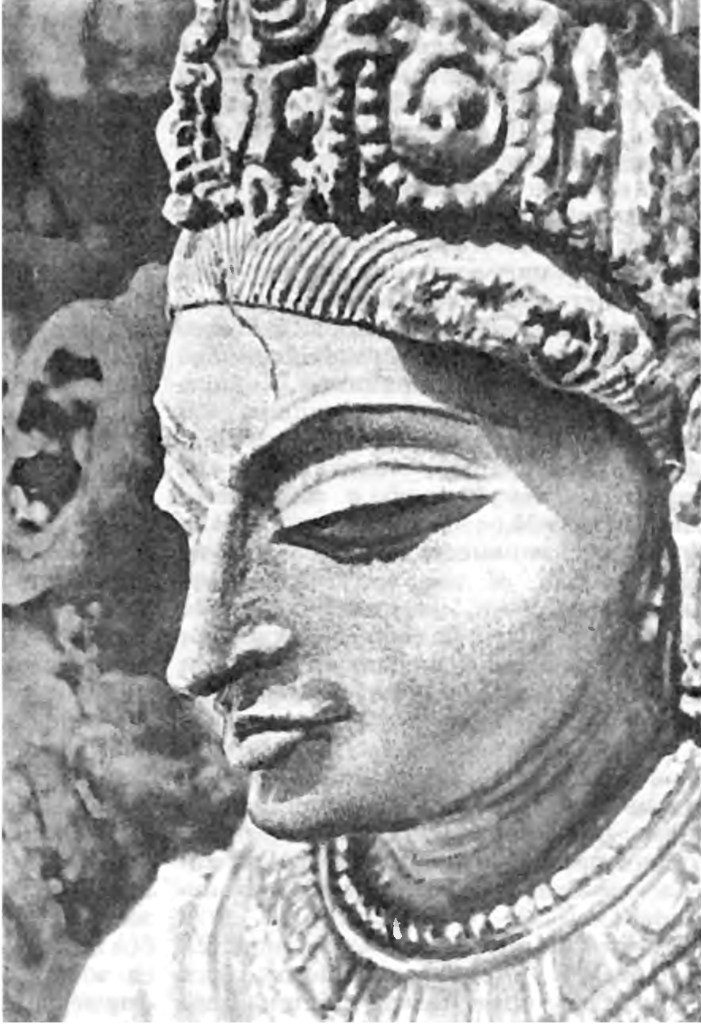
Облик Вишну в Храме Паршванатха в Кхаджурахо. Мадхья-Прадеш, Индия, XI век.

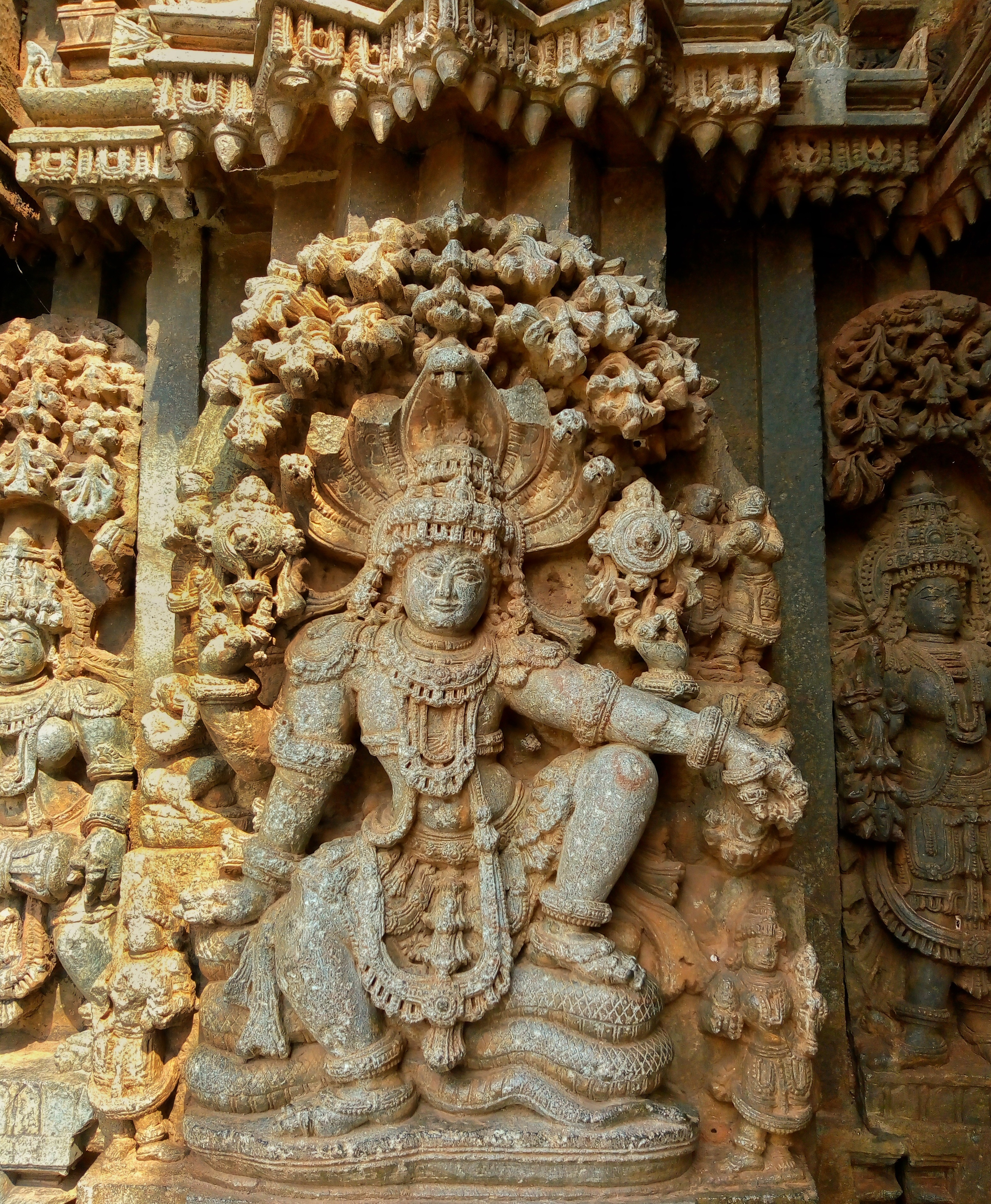
Вишну под деревом исполнения желаний в скульптурной композиции Храма Ченнакешава в Соманатхапуре, XIII век

Все вайшнавские пураны содержат описание внешнего облика Вишну, пребывающего в своей изначальной небесной обители. Среди них наиболее полное представлено в «Падма-пуране» — самой объемной пуране, окончательно формирование которой завершилось ачарьями к XIV веку. В ней Вишну являет себя во всей красе, сравнимой только с самой Вайкунтхой. Куда ни глянь, повсюду Вайкунтха наполнена рощами деревьев, исполняющих желания. Вокруг встречаются протяжённые озера с нектароподобной водой. Мир Вайкунтхи украшен божественными лотосами, он полон золота и драгоценностей. Пространство покрыто множеством чудесных орнаментов, напоминающих молнии. Его воздух заполняют саманы (стихи), воркование кукушек и жужжание пчёл. Легкий бриз приносит ароматное благоухание деревьев и цветов. Вайкунтху заселяют девушки и юноши, чей возраст всегда неизменен и составляет шестнадцать лет. Они выглядят совершенными, имеют добрый нрав и отмечены благоприятными знаками. Где бы ни были, девушки и юноши с любовью воспевают славу Вишну, благодаря которому они нашли своё счастье. Девушки с лотосоподобными глазами и стопами ликом похожи на Лакшми. Их украшают цветочные гирляндами и легкие прозрачные одежды. Юноши, в свежих гирляндах, одетые в жёлтые одежды, держат в руках символы Вишну — раковины, чакры, булавы и лотосы. Их любовные чувства, рождаемые преданностью Вишну, растут день ото дня. Каждый день обитатели Вайкунтхи наслаждаются в саду наивысшего счастья. Его заполняют приятные, сладостно-терпкие ароматы сандала, агару-сандала, камфары и шафрана. В сердце сада на ложе из ярко красного лотоса, в тени дерева, исполняющего желания, можно встретить бога богов, вечно юного Вишну. Облик Высшей души подобен миллионам лун. Все его тело украшено божественными убранствами. У него пара изящных ноздрей и блестящие красивые щеки. С головы спадают тёмные вьющиеся волосы. В волосы вплетены цветы мандары, кетаки, жасмина и белых лотосов. Губы его подобны спелым плодам бимба, и на его лотосоподобном лике светится сладкая улыбка. Его зубы сверкают нитью бесценных жемчужин. Его тело умащено харичандана (желтым сандалом), а на груди отметка, сделанная мускусом. У него прекрасные высоко поднятые четыре длинные руки. Его красивые пальцы подобны цветам джапа. Широкая грудь украшена знаком Шриватса и драгоценным камнем Каустубха. С шеи свисают красивейшие божественные жемчужные ожерелья. Его покрывает жёлтое одеяние, подобное утреннему восходящему солнцу и лунному свету. На лодыжках видны листья лотоса и браслеты, украшенные рубинами. Его ровные ногти сияют, подобные Луне, на которой нет ни единого пятна. Стопы и лотосные руки нежные как красные лотосы. Две воздетые вверх руки сияют, удерживая чакру и раковину. Двумя другими он обнимает и прижимает Шри к своей груди. Вместе с ней он сияет как грозовая туча, в которой сверкает молния. Пара благих нежных стоп подобна золоту, очищенному огнем. Здесь развлекается вечный Господь, играя на флейте, превращенной в Вайкунтху. Лакшми подобна золоту, очищенному огнем. Её украшают всевозможные драгоценности, среди них — круглые синие сапфиры. В волосы богини вплетены цветы чампака и париджата. Кончики её волос прекрасны, а с ушей свисают серёжки, подобные пчёлам. Упругой и высокой грудью она прижимается к Вишну. На ней различные украшения, такие как браслеты и ожерелья. Она, прекрасная супруга господина всех миров, всегда исполнена юности. Здесь она вечно предается наслаждениям с владыкой мира. Только Васудева (Вишну) очаровывает умы всех живых существ, а на Вайкунтхе он развлекается, даруя всем, что они желают. Вокруг него пребывают восемь шакти — восемь воплощений Лакшми. Это Рама́, Рукмини, Сита, Падма, Падмалайя, Шива́, Сулакшана, Сушила. В руках они держат раковины, чакры, булавы, лотосы и луки, защищая гармонию Вайкунтхи. Все, кто произносят мантру (имя), дарующую счастье, навсегда обретают вечную, благую, неуничтожимую Вайкунтху.
Взгляд Господа исполнен бесконечного милосердия и очарования. Одной своей улыбкой он изгоняет прочь страдания. Его улыбка осушает море слез, пролитых страждущими мира. В изящно изогнутых бровях — сила его неизъяснимого очарования, которая пленит самого бога любви. Созерцатель знает, как трудно удержать внимание — но смех Сияющего пленяет настолько, что не слушать его кажется невозможным. Смеясь, Всевышний обнажает подобные белому жасмину зубы, в которых отражается блеск его коралловых губ. В сердце преданного постепенно просыпается любовь к Похитителю сердец. И когда она переполняет все его существо, волосы на его теле поднимаются дыбом, из глаз непрерывным потоком льются слезы, и его ликованию нет предела, а его ум, который еще недавно нуждался в узде и служил средством связи с Всевышним, прекращает свое существование...«Бхагавата-пурана», песнь 3, глава 28, тексты 31—34.

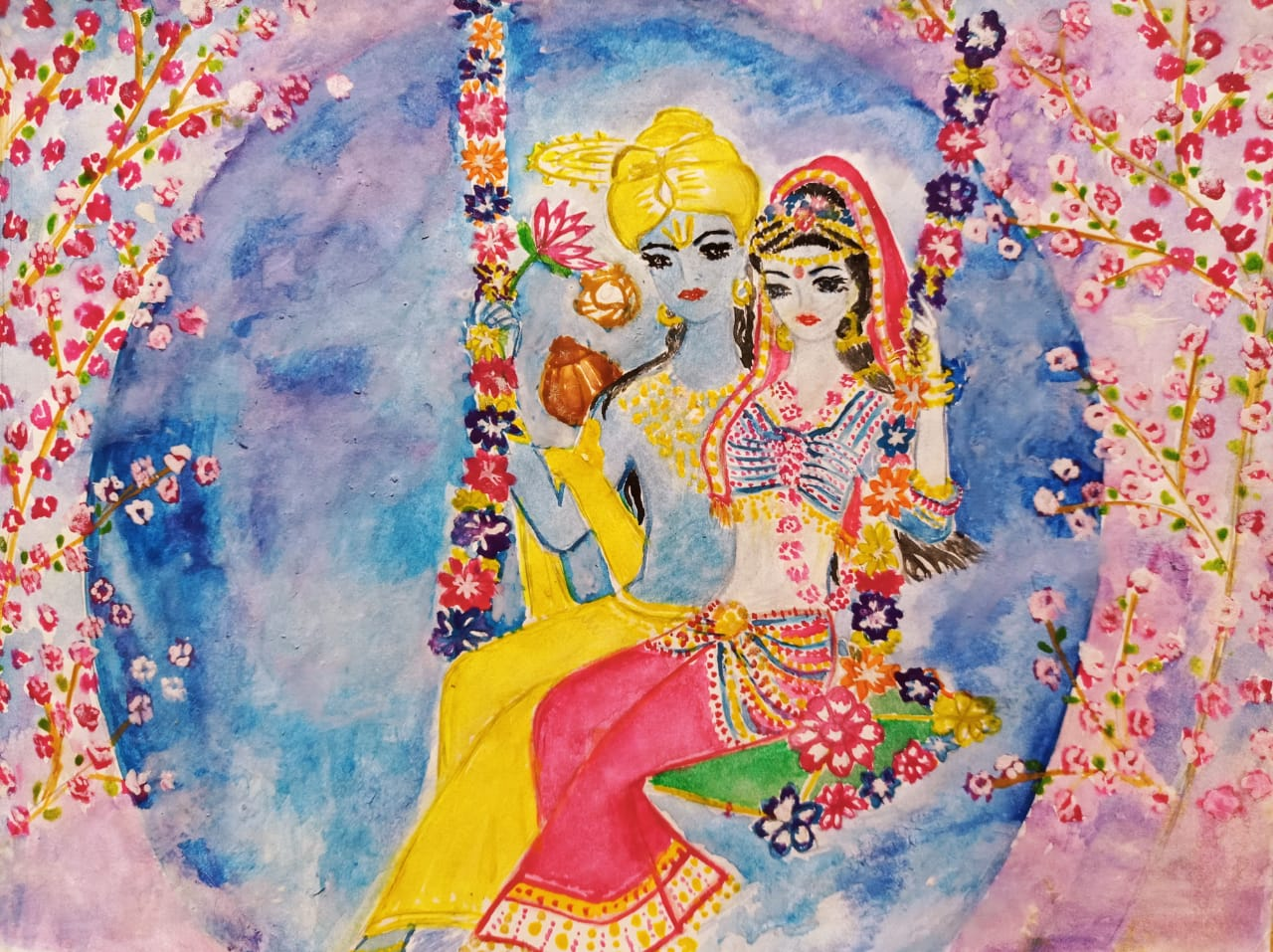
Вишну вместе с Лакшми на качелях в саду Вайкунтхи. Современный рисунок.

Говорят, что совершенным мирам Трипада (охватившего тремя шагами Вселенную, то есть Вишну) нет числа. Все они сотканы из чистой саттвы и имя им — блаженство и счастье. Все они вечны, свободны от перемен, лишены привязанностей, от которых следует отказаться. Все они золотые, чистые и блестят как миллионы солнц. Они исполнены Вед, божественны и лишены недостатков. В них пребывают те, кто находят радость в преданности лотосным стопам Вишну. Их обитатели воспевают саманы (стихи) и полностью счастливы. Совершенные миры обладают природой пяти Упанишад и ослепляют блеском Вед. Их населяют божественные юноши и девушки, наполненные Ведами. В мирах расположены озёра, вода в которых — аромат Вед…
Говорят, что миры Трипады покрывают пространство между Вираджей (пик на склоне легендарной горы Меру) и высшей обителью (Вишну). Они по нраву тем, кто наслаждается непроявленным Брахманом (обезличенным Богом). Состояния в них, приносящие радость и счастье, именуют «нишшрея» (высшее благо), «нирвана», «кайвалья» и «мокша». Те, кто почитают лотосные стопы супруга Шри ради собственной выгоды, желают мокши (освобождения), лишенного счастья. Те же высокие души, кто служит лотосным стопам Господа (ради него самого), отправляются в высшую обитель Вишну. (Среди всех совершенных миров) высшую обитель Вишну называют «Вайкунтха». Она населена многочисленными обитателями, её покрывают горы, великолепные дома и дворцы… К Вайкунтхе ведут четыре врата, главные из которых украшены драгоценными камнями. На входе стоят хранители, такие как Чана и Кумуда. У восточных ворот находятся Чана и Прачана, а у западных — Бхадра и Субхадрака.
За западными воротами присматривают Джая и Виджая, а Дхату и Видхату — за северными. К другим хранителям относятся Кумуда, Кумудакша, Пундарика и Вамана, а также Шанкукарна, Сарванетра, Сумукха, Супратиштхита. Говорят, что они присматривают за кварталами Вайкунтхи. Её заполняют миллионы домов, сияющих светом. Она заселена бессмертными божественными девушками и юношами, чей непреходящий возраст — молодость. В сердце Вайкунтхи расположено наивысшее блаженство, очаровательная обитель Вишну. Вокруг него возвышаются стены, через которые ведут дверные арки с драгоценными камнями. В обители можно встретить множество великолепных особняков и дворец. Его украшением являются вездесущие стайки небесных созданий и девушек.
В середине обители расположен открытый зал с царским местом. Его обрамляет тысяча колонн, сверкающих рубинами и другими драгоценными камнями. Он сияет божественным жемчугом и заполнен звуками саманов (стихов). По центру находится превосходный трон, исполненный всех Вед. Его окружают божества, — такие как Дхарма, Благочестие, Знание, Изобилие и Непривязанность, — все с сияющими телами. Вокруг в телесной форме стоят (Веды): Риг, Яджур, Сама и Атхарва. Рядом с ними Шакти (энергия), Адхара-Шакти (поддерживающая сила), Чит-Шакти (сила сознания), боги Огня, Солнца, Луны и другие…
Место Бога, полное звуков (гимнов), что почитают как место медитации, — лотос с восемью лепестками, яркий как восходящее Солнце. В центре него, в ярком сиянии восседает Высшая душа, повелитель богов, вместе с богиней незабываемой внешности. У него тёмное тело цвета голубого лотоса. От Господа исходит свет, как у миллионов Солнц. Это приятный юноша, с изящными руками, красотой похожий на распустившийся красный лотос. У него нежные лотосоподобные стопы. Над глазами, прекрасными как распустившиеся лотосы, видна пара тонких, как лианы, бровей. У него стройный нос, нежные щёки, и тонкие уши. Его зубы сияют как белоснежный жемчуг. На ярких коралловых губах проглядывает очаровательная улыбка. Своей красотой он похож на полную прохладную Луну. С ушей свисают серьги цвета восходящего Солнца. У него блестящие, темные и вьющиеся волосы. В его локонах видны цветы мандары (орхидеи) и париджатаки (ночного жасмина). На его груди красуется драгоценный камень Каустубха, подобный утреннему Солнцу. С изящной шеи свисают цветочные гирлянды (туласи) и золотые украшения. У него сияющие высокие плечи и четыре длинные и грациозные руки. Их украшают кольца и браслеты. На животе виднеется тонкий пупок, откуда происходит создатель (Брахма). Он одет в мягкие желтые одежды, напоминающие о рассвете. Его нежные ступни прекрасны и украшены браслетами с драгоценными камнями. Элегантные ногти как Луна с её прохладным светом. Ачьюта (Вишну) — сокровищница красоты, прекраснее тысячи богов любви. Его тело обмазано божественной сандаловой пастой. Он сияет, подняв две руки, держащие чакру и раковину, двумя другими руками он благо творит.
На левом бедре Вишну сидит великолепная богиня Махалакшми. У неё золотистый цвет лица и оленьи глаза. Грудь и шею украшают ожерелья из золота и серебра. Её облик говорит о её благих качествах. Она вечно свежа и юна, с ушей свисают серьги, украшенные драгоценными камнями, а на плечи спадают темные вьющиеся волосы. Открытые части тела покрыты сандаловой пастой, а сама она сияет как божественный цветок. В чудные волосы вплетены цветки мандары, жёлтой кетаки и жасмина. Супруга Шри безупречна на вид, у неё стройный нос и чарующие глаза, окаймленные изящными бровями. Богиня привлекает высокой грудью и полными бедрами. Своим обликом Лакшми напоминает полную Луну. На лотосоподобном лице светится очаровательная улыбка. У неё четыре руки, две из которых украшают большие лотосы. Красоту великолепной Шри подчеркивают драгоценные ожерелья, браслеты и кольца.
Господь сияет в своей обители на высших небесах, а Махалакшми никогда его не покидает. По обе стороны от Господа на лотосе находятся очаровательные Дхарани (богиня земли, то есть Бху) и Нила (Наппинней). Рядом на концах лепестков по восьми направлениям небесные девушки, — Шакти, Вимала, Уткаршини, Джнана, Крия, Йога, а также Прахви, Сатья и Ишана, — восемь сил Высшей души. Они отмечены благоприятными знаками, сияют лунным блеском и восхищают своего господина Ачьюту.
Вишну пребывает в компании небесных созданий и прекрасных девушек. Не зная забот, они всегда вместе с ним и украшают собой Вайкунтху. В руках девушек красуются цветущие лотосы, а сами они сияют как миллионы огней. Их лица исполнены благости и красотой напоминают Луну. Господь, Высшая душа, окруженный небесными красавицами, светит как миллионы солнц. Вместе с ними Ананта, Гаруда и другие боги. Они находятся в окружении своих близких, вечно свободных душ. Вишну, Высшей душе, любящей удовольствие и изобилие, присутствие Рамы́ (одно из имён Лакшми) доставляет неописуемое наслаждение.
Повелитель Вайкунхи сияет во всей красе. Его обитель наполняют особняки и дворцы, предназначенные для Лакшми и его спутников, кого в земном мире почитают за богов… Высшую обитель украшают освобожденные, вечные души, наслаждающиеся (Господом). Всеблагой Вишну со своей супругой освящают Вайкунху — ни Солнце, ни Луна, ни огонь не озаряют её. Достигнув Вайкунхи, души не возвращаются (на Землю). На Вайкунху не попасть посредством Вед, жертвоприношений, учёности, даров, обетов, аскез, постов и других средств. На неё попадают только те, кто с преданностью погружён в божественное имя…

— «Падма-пурана», книга «Уттара-кханда», глава 228 «Описание Высшего неба».

## Обитатели Вайкунтхи

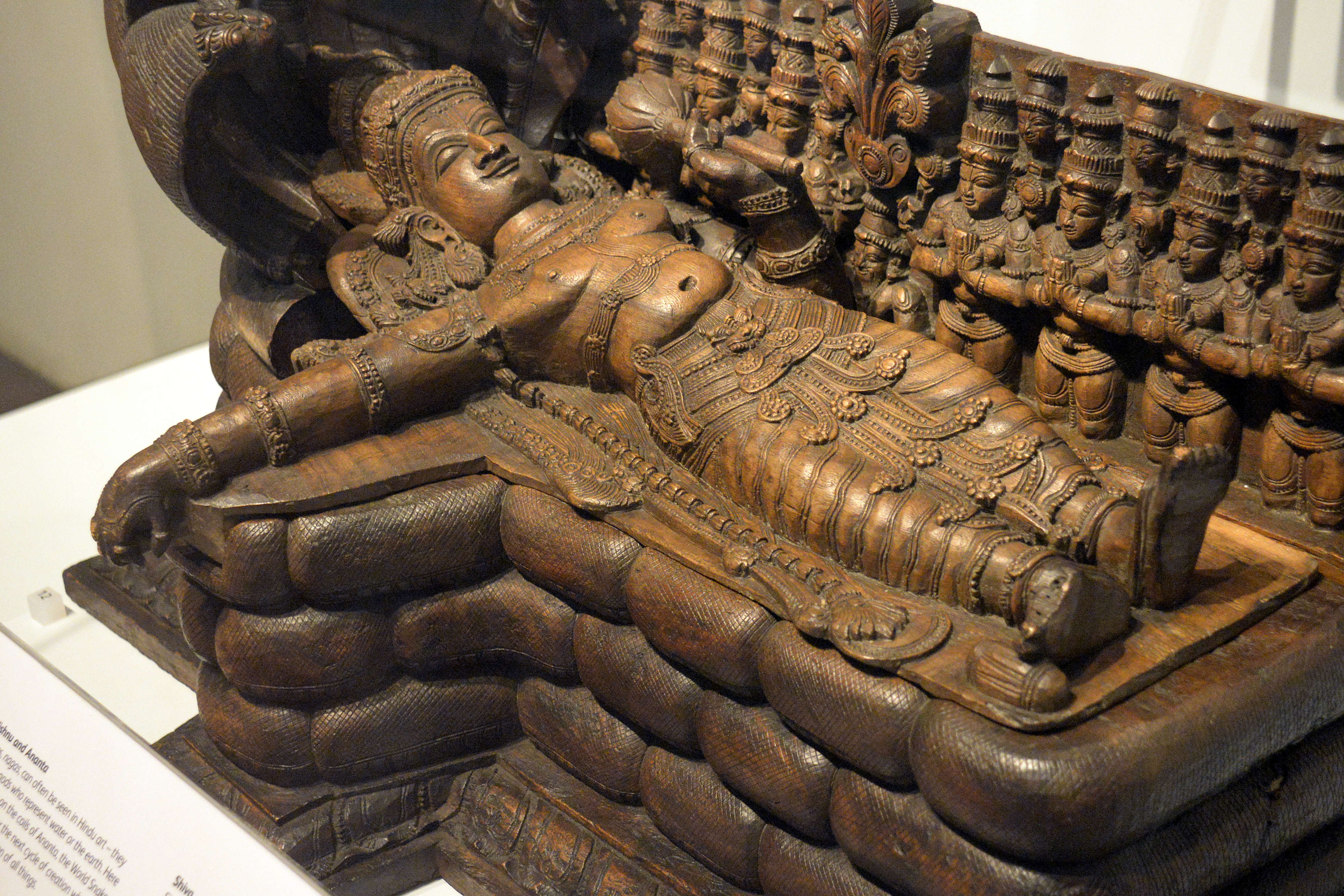
Вишну, возлежащий на Ананте в окружении жителей Вайкунтхи. Индия, XIV век. Коллекция Национального музея Шотландии.

В шри-вайшнавской традиции души живых существ могут быть нитья (вечные), мукта (свободные) и баддха (обусловленные). Вечные души всегда свободны и никогда не имели привязанностей. Они всегда пребывают с Вишну на Вайкунтхе. По существу коренными жителями Вайкунтхи являются боги, такие как спутники Вишну, Гаруда, Ананта и Вишваксена, адитьи или маруты, а также небесные существа — гандхарвы, киннары, апсары. Снисхождение спутников Вишну происходит только, если он задумывает сыграть с ними лилы в материальном мире. Временами Вишну лично нисходит с Вайкунтхи в различных одеждах-образах для помощи своим преданным бхактам, таким как Прахлада или Дхрува, и восстановления мирового равновесия. В известной аллегорической истории «Гаджендра-мокша» Вишну оставляет на время Вайкунтху, чтобы спасти слона Гаджендру из пасти крокодила. Таким образом, если нитья и воплощаются в теле, то только по собственному желанию, по просьбе Вишну или для участия в его земных играх.
Лев (Вишну-Нарасимха), вернувшийся в великую трансцендентную Вайкунтху,
Обладающий превосходным спокойствием после свершения чудесных деяний,
Спустившийся ребенком в общину гопиков (пастухов),
Расправившись с подобным богу смерти Камсой
И уничтожив армию (Дурьодханы, старшего из кауравов) ради пяти пандавов,
Подарит нам Вайкунтху, завещанную мудрецами.Наммальвар, «Тируваймоли», стих 7.6.10
Освобождённые души когда-то находились в плену сансары, однако после освобождения поднялись к Вишну на Вайкунтху. Их больше не касаются законы земной жизни, включая карму. Считается, что сюда попадают те, кто по своим добродетелям и достоинствам намного превосходит обусловленные души. Как поэтично выразился наставник йоги Шивананда Сарасвати, их сторонится бог смерти Яма, они выше ямы, ниямы (первые ступеней йоги) и прочих ограничений. У них идут мурашки по коже, а глаза полны слез, их разум и сердце переполняются любовью к Вишну, когда они беседуют о славе Господа. Вайкунта — единственный мир, достойный похвалы, он прекраснее всех миров. Как и всё на Вайкунтхе, души, обитатели небесного мира, состоят из «шуддха-саттвы», то есть чистой материи. Жители Вайкунтхи, включая спутников Вишну, могут принимать любые формы, начиная от четырёхрукого образа самого Вишну (их называют «вишнудутами») и заканчивая игровыми формами, такими как белоснежный лебедь души, цветущий лотос, падуки Господа и другие. Они меняют свой вид для игр с Вишну как новые одежды, которые надевают по случаю весеннего праздника. Преображение жителей Вайкунтхи возможно благодаря их чистой саттвической природе, ничем не ограниченной и не обусловленной. Обучению душ, как добраться до совершенного мира Вишну, и посвящена вся традиция шри-вайшнавизма.

Однажды они (кумары, четыре сына Брахмы — прим.), свободные от скверны стяжательства, вышли за пределы Вселенной и приблизились к вратам Вайкунтхи, куда стремится всякий смертный.

Все обитатели Вайкунтхи как две капли воды похожи на Всевышнего. Они славят его, преданно служат ему и безразличны к мирским соблазнам.
Всевышний пребывает там в своём исполненном чистого света изначальном облике, который открывается в звучании священных Вед. Господа окружают его спутники, чьи сердца он наполняет бесконечным блаженством.

В обители Вишну растут благодатные древа желаний, и круглый год они цветут и плодоносят. Каждое из них — особое лучезарное существо.

Обитатели Вайкунтхи, странствуя на воздушных кораблях, неустанно воспевают всеблагого Господа, кого не могут коснуться порок и скверна. Прославляя его, они не замечают даже распустившихся цветов мадхави, которые источают чудесный аромат и клонятся к земле под тяжестью меда.

Голубь и кукушка, журавль и птица чакравака, лебедь, попугай, куропатка и павлин, едва заслышав звонкую песнь царя пчел, возносящего хвалу Вишну, тотчас умолкают, чтобы услышать этo чудо.

Цветы мандары, кунды, курабаки, утпалы, чампаки, арны, пуннаги, нагакешары, бакулы, лилии и париджаты распускаются, источая пленяющее благоухание, но они всегда помнят о самопожертвовании туласи, ибо видят, что Вишну оказывает ей явное предпочтение, украшая себя гирляндами из её листьев.

Обитатели Вайкунтхи путешествуют на воздушных кораблях из лазурита, изумрудов и золота. Даже в окружении своих подруг, пышнобедрых улыбающихся красавиц.

Девушки на Вайкунтхе прекрасны, как сама Лакшми. Они играют цветами лотоса, браслеты на их ногах позвякивают при ходьбе, и иногда, чтобы снискать милость Вишну, они натирают до блеска мраморные стены, украшенные золотой вязью.

В цветущих садах богини ублажают своего Господина и на выложенных кораллами берегах водоемов предлагают ему листья туласи. Склоняя перед Вишну головы, они видят в воде отражения своих божественных лиц с точеными носами, их лица кажутся ещё прекраснее от того, что носят на себе следы поцелуев Вишну.

Когда первые чада Брахмы оказались подле врат Вайкунтхи, они ощутили небывалый восторг — они увидели, что обитель Всевышнего освещена сиянием богато украшенных воздушных кораблей, в которых восседают непорочные души, преданные слуги Вишну. Он — их царь и повелитель, и каждый прославляет его.

— «Бхагавата-пурана», песнь 3, глава 15, тексты 13-22, 36
Наконец, обусловленные души всё ещё находятся в сетях сансары. Вишну ожидает их появления на Вайкунтхе, когда они закончат свои земные игры. Освобождение души происходит, когда любовь к Вишну достигает своих пределов и она попадает в мир блаженства и наслаждения. Благодаря близости к Вишну одни души могут переживать Вайкунтху уже при земной жизни, другие попадают на неё после смерти. Считается, что душа выходит через макушку головы, проходит через Сурья-мандалу (Солнце) и попадает в мир Вишну. Традиция связывать восхождение на Вайкунтху с Солнцем восходит к альварам. Перияальвар, отец Андаль, пел, что Вишну протягивает душе лестницу из солнечных лучей. Альвар Тирумангай описывал, что душа по дороге на Вайкунтху проходит сквозь Солнце. По пути душу ведут «адхиваники» — так называют богов, отвечающих за сопровождение душ на Вайкунтху. К ним относятся Арчи, Ахас, Пурвапакша, Уттараяна, Самватсара, Адитья, Чандра, Вайдьюта, Варуна, Индра, Праджапати, но самым главным из них считается Аманава, почитающийся как проводник по мирам — частичное воплощение Вишну. В совершенном мире душа навсегда останется в удовлетворённом и безмятежном состоянии. В раю она наслаждается обществом с Высшей душой, играми и любовным служением — переживает «нитья-ананду» (вечное наслаждение), или «Брахмана-ананду» (наслаждение Богом).

## Шуддха-саттва

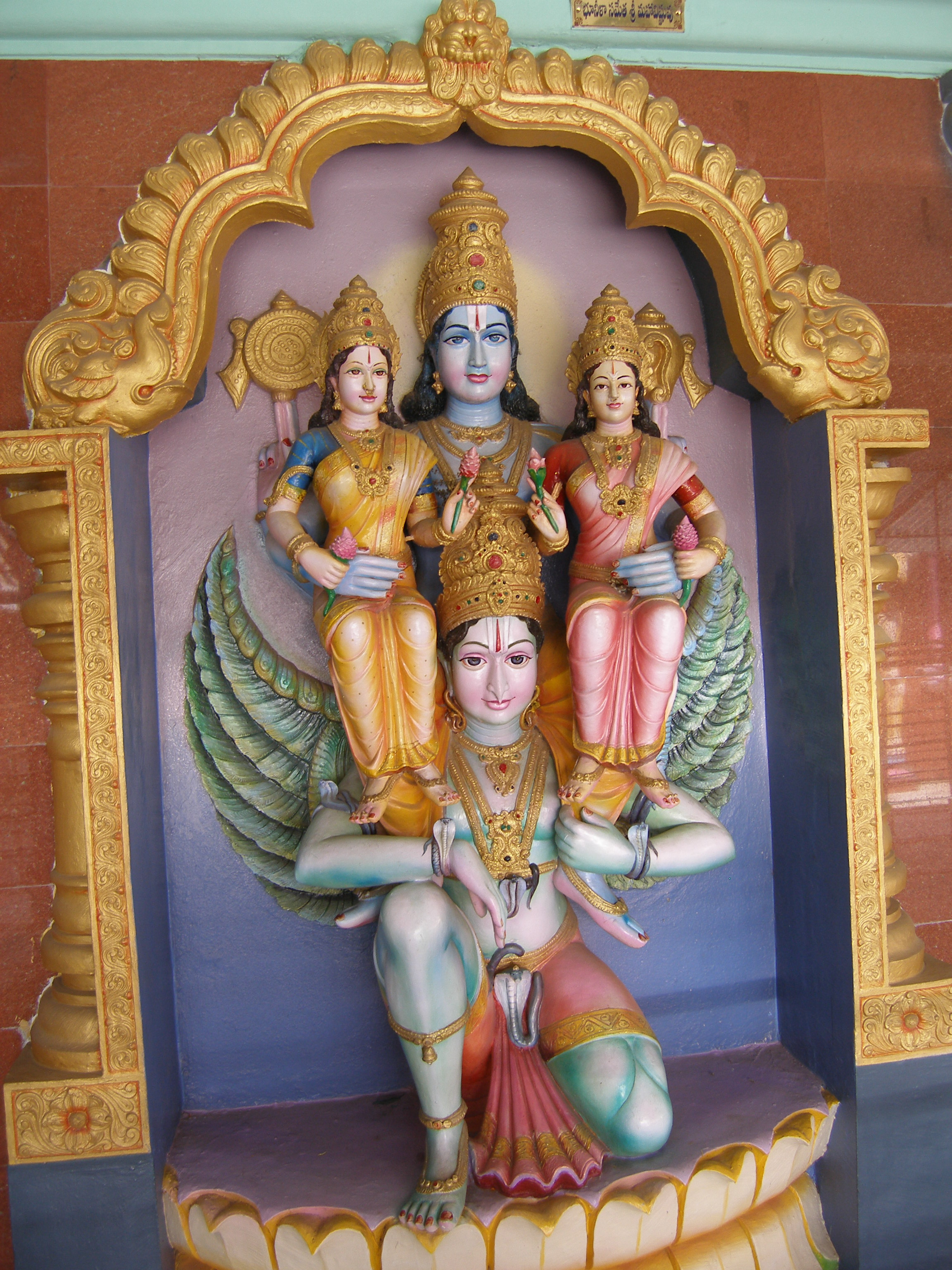
Вишну верхом на Гаруде вместе с супругами Бху и Шри в Храме Нараяна-Тирумала, Шрикакулам (Андхра-Прадеш).

Вайкунтха имеет неземную природу, о которой хорошо написал один из прямых учеников Рамануджи, Куратталван (IAST: Kurattāl̠vān̠). Он сочинил «Шри Вайкунтха ставу» (Srivaikunta Stava), сто шлок на санскрите, описывающих красоты Вайкунтхи. Жители Вайкунтхи могут принимать любые образы благодаря их чистой саттвической природе, ничем не ограниченной и не обусловленной. Виды природы, растений, птиц и животных, всех жителей, населяющих райскую обитель, определяются только блаженством, получаемым от близости к Вишну. Неживая материя на Вайкунтхе одушевлена и представлена бесконечным живым сознанием, испытывающим радость и удовольствие бытия. Деревья плодоносят от счастья, цветы распускаются, переживая красоту Вайкунтхи. Все, что и кто находятся на Вайкунтхе, пребывают в подвижной трансцендентной форме. По сути, Вайкунтха представляет собой реальность, созданную Вишну ради своего удовольствия. Все птицы, животные, растения и любые объекты сотворены им из самого себя. Как провозглашает «Вишну-пурана» — «всё, что существует, является манифестацией Вишну» (текст 1.17.84). Описанию чудесного мира посвящены группы шлок (стихов), из которых несколько наиболее примечательных.
Вайкунтха состоит из шуддха-саттвы (IAST: Śuddhasattva), то есть материи чистого сознания, неподвластной влиянию материальной природы. В ней нет примесей ни раджаса, ни тамаса. Это вечная обитель, состоящая из блаженства, самое прекрасное и чудесное во Вселенной. Вайкунтха не возникает и не исчезает при смене эпох (шлока 41). Вечность Вайкунтхи не позволяет в ней обитать ни созидателю Брахме, ни разрушителю Шиве. Она вечная и неизменная, воздух в ней наполнен юностью и свежестью. Видение Вайкунтхи равносильно наслаждению блаженством от самого Вишну. Его обитель не имеет ни равных себе, ни превосходящих её (шлока 42).
Материя Вайкунтхи представлена джйотир-майей (Jyotirmaya, светом, сиянием), благодаря чему она обладает определёнными качествами. Её божественные свойства — ничто иное как качества Вишну, как следствие, Вайкунтха ничем не отлична от самого Вишну. Обитатели Вайкунтхи находятся под сенью благословений и переживают высшее блаженство. Вишну безмятежен и дарует свою благодать всем вокруг. В его окружении царит праздник жизни, природа расцветает, жужжат медоносные пчёлы, гроздья сладких плодов и цветов источают ароматы, а души испытывают непередаваемое счастье от близости к нему. Наслаждение ничем не обусловлено, оно отражает природу Вишну. Слава Вайкунтхи столь восхитительна, что не может быть описана никакими красивыми словами (шлока 43).
Мир Вайкунтхи — мир вечности, в котором расцветает молодость и чувства никогда не увядают. На Вайкунтхе не существует феномена времени, она не расширяется и не разрушается. Божественный мир всегда в настоящем, с её орбиты земное прошлое и будущее выглядят как единое целое. Миг времени на Вайкунтхе представляет собой земную бесконечность. Вайкунтха находится в непрерывном цветении, её обитатели не чувствуют в чём-либо недостатка или ограничения, у них нет поводов возвращаться в материальный мир (шлока 44).
На Вайкунтху попадают души, находящиеся в определённом умонастроении. Они свободны от желаний кроме одного — наслаждаться Вишну, его общением и играми на Вайкунтхе, не зная никаких забот. Рядом с Вишну они чувствуют себя юными, свежими, здоровыми и полными сил — тела таких душ не стареют, их место в мире вечной молодости. Жизнь на Вайкунтхе представляет бесконечную игру ярких образов, ощущений, переживаний с Вишну. Как воплощение любви он являет себя как пространство, события и через преданных нитья-сури. Пребывание на Вайкунтхе превращается в нескончаемый экстатический поток восторга и вечный праздник, наполненный песнями и танцами. Души испытывают блаженство от единения с Вишну, друг с другом и окружающим их раем, источающим состояние сладкого нектара. Для всех жителей небесная обитель является садом наивысшего наслаждения. Все они сохраняют индивидуальность и ни у кого не возникает мысли покинуть Вайкунтху для перерождения в земном мире. Все остальные, лишенные перечисленных качеств, не могут представить себе Вайкунтху даже мысленно — божественный мир остается вне их восприятия (шлока 45).
После столь чудесного описания переживания близости к Вишну неудивительно, что для всех последователей шри-вайшнавизма восхождение на Вайкунтху является целью жизни. Создатель философии вишишта-адвайты, Рамануджа, оставил своим последователям наставления, по которым Вайкунтху следует вспоминать ежедневно хотя бы один раз. Преданным бхактам необходимо осознавать блаженство Вайкунтхи и проявлять нетерпение, чтобы оказаться в божественном окружении. Обретение Вишну на Вайкунтхе считается конечной целью всех духовных практик. Вишну почитается как единственный господин (mama natham), покровитель сквозь поколения (mama kula deivam), самый приятный (mama bhogyam), поддержка и опора, как мать (mama matharam) и отец (mama pitharam) вместе взятые. Преданные бхакты должны развивать в себе желание видеть его и быть рядом, иметь с ним близкие отношения в любом месте, в любое время (sarva desa, sarvakala, sarvavastha chitha atyanta seshabhavaya). В ответ Вишну примет такую душу и положит свои божественные стопы на его голову (sirasikrutam). Прикосновение стоп Вишну дарует блаженство, словно душа окунается в океан нектара, когда каждая её часть испытывает радость — её сознание погружается на Вайкунтху.
Это Господь, танцующий с сосудом амриты (Вишну в образе Мохини),
Он обитает на Вайкунтхе, ему поклоняются все нитья-сури (свободные души),
Он обитает в Тируккадиттанам (храм Махавишну в Керале),
Он обитает также в моем сердце.Наммальвар, «Тируваймоли», стих 8.6.5

## Танцы в саду наивысшего счастья

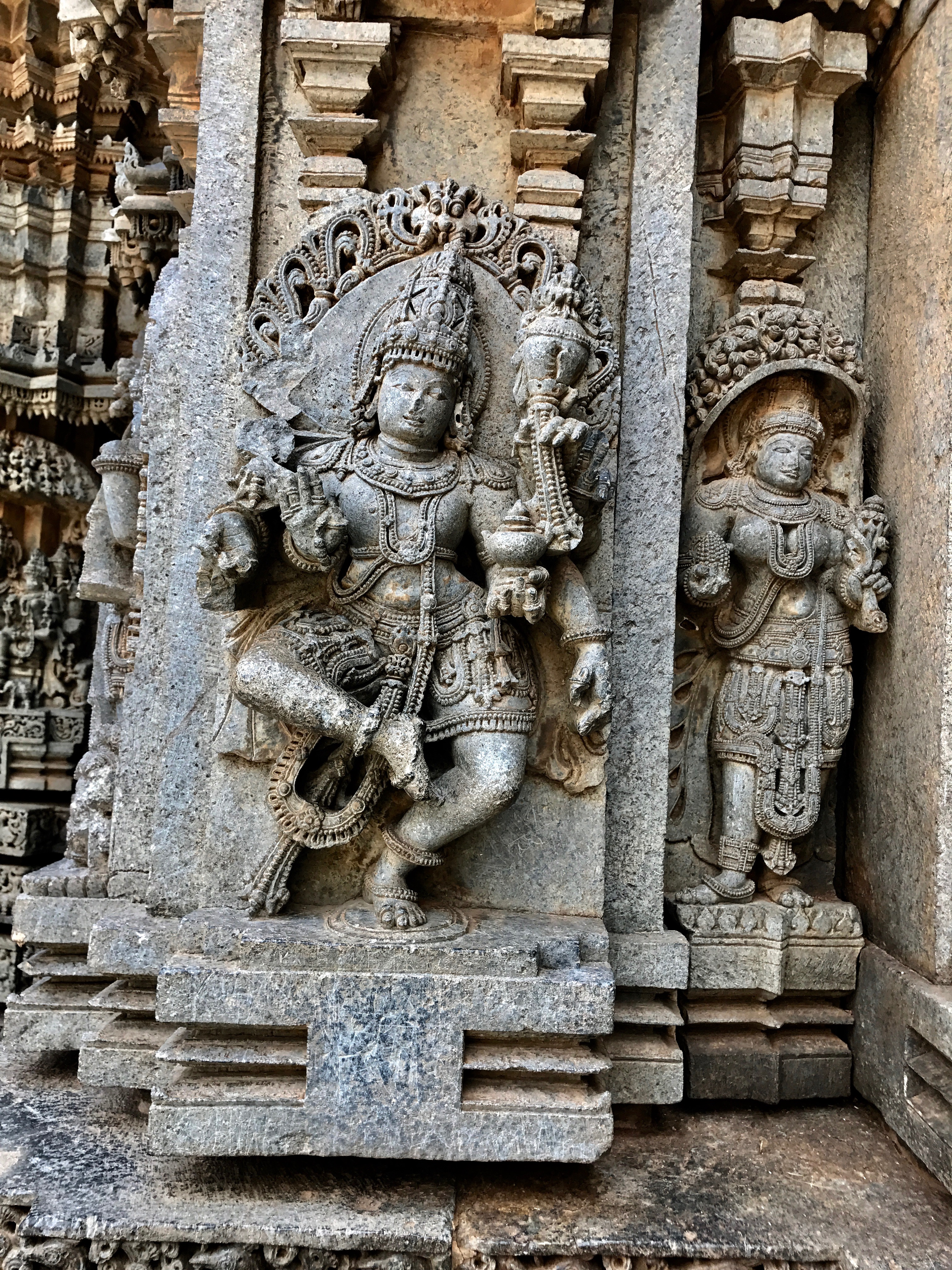
Танцующий Вишну вместе со стоящей рядом Лакшми. Храм Кешава на берегу реки Кавери в Соманатхапуре, 1258 год.

Во дворце на Вайкунтхе Вишну встречает гостей, но сердцем божественного мира является сад наивысшего счастья. Познав Вишну, души остаются в рощах, где цветут деревья, выполняющие желания и где все их чаяния свершаются. Среди деревьев и цветов, дышащих ароматами и свежестью, души наслаждаются в компании с Вишну. Преисполненные блаженства и радости, они развлекаются и танцуют вместе с Высшей душой, наслаждаясь благополучием. Сам Вишну является непревзойдённым мастером танца, любящим жизнь. Наммальвар в «Тируваймоли» называет Вишну разными именами танцующего героя. Он и танцующая Мохини, завораживающая демонов, и Кришна, танцующий в окружении кувшинов с молоком, и даже уличный акробат, в танце балансирующий на горшке. Сам поэтический сборник «Тируваймоли» предназначался для исполнения в песне с танцами. Наммальвар замечал, что танцы и пение — единственная «карма» преданных Вишну (стихи III.5.9).
Вамана, любовь моя! Твоё тело как прохладный пруд с лотосами!
Твои глаза, руки и ноги подобны цветам лотоса!
Твои блестящие губы как бутоны, а тело как темные листья!
О, удивительный танцор, проведи со мной день!Наммальвар, «Тируваймоли», стих 8.5.1
В рощах Вайкунтхи нельзя не заметить стайки очаровательных девушек. Создавая атмосферу счастья, Вишну заполняет пространство Вайкунтхи звуками чувств, а сама Вайкунтха становится его флейтой. Танцами и играми небесных созданий наслаждаются все обитатели Вайкунтхи. Очаровательные девушки представляют собой качества Вишну — они неотделимы от него самого. «Ахибудхнья-самхита» раскрывает их значение: девушек зовут Канти (Красота), Дайя (Сострадание), Кирти (Слава), Тусти (Удовлетворение), Виджая (Победа), Шраддха (Вера), Смрити (Память), Медха (Интеллект), Дхрити (Выносливость), Кшама (Терпение) и другие. Девушки объединяются и кружатся в чувственном порыве. Все они вышли из завитка волос на груди Вишну (Шриватса) — они неразрывно связаны с Лакшми, ведь богиня укрыта в завитке на груди. Это одна из божественных игр Вишну, когда обитатели Вайкунтхи неразрывно связаны с ним и в то же время обладают индивидуальностью.

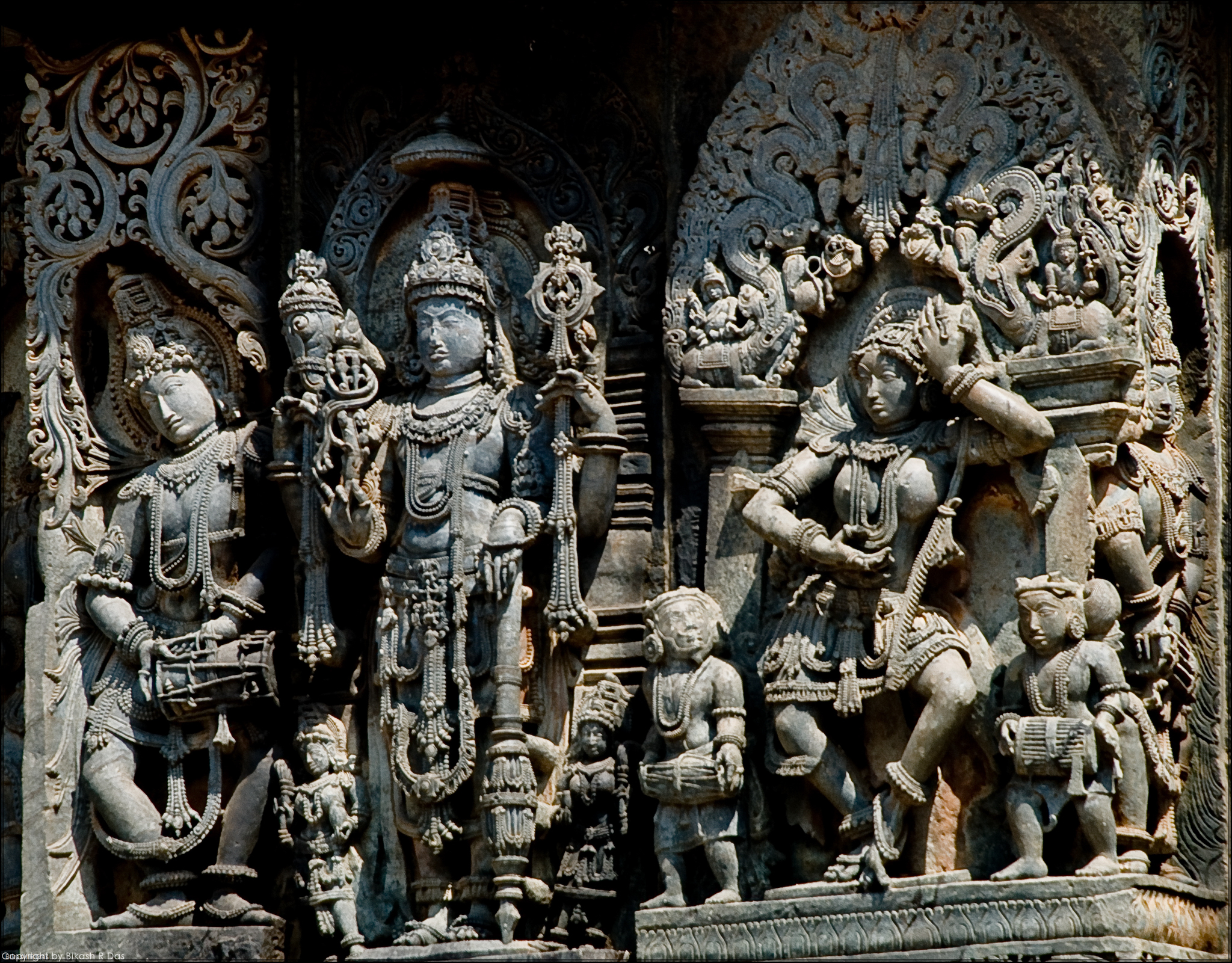
Вишну в окружении музыканта (слева) и танцующей девушки (справа). Храм Хойсалешвара, Индия, XII век.

Красочное описание слияния душ в любовном экстазе оставила «Прапанчасара» (IAST: Prapañcasāra), тантрический сборник, приписываемый Шанкаре. Он представляет собой красноречивое изложение мантр, сопровождающихся визуализацией. Одна из глав «Прапанчасара» посвящена Вишну как Трайлокьямохана, «Очаровывающего три мира», где чувственность Вайкунтхи предстает во всём великолепии. Тантра рисует красочный образ Вишну и Лакшми. Оба пребывают в прекрасной роще деревьев калпаврикша, исполняющих желания. Их окружают благоухающие ароматы цветов и музыкальное жужжание пчел. Супруг Рамы́ (Лакшми) восседает на Гаруде, находящегося на огромном красном лотосе. Тёмное тело мужа богини Шри с оттенком распустившегося красного гибискуса сияет как миллионы восходящих солнц. Он являет себя как прекрасная юность, источающая ароматный нектар и любовное расположение ко всем. В его руках раковина, лук, булава, петля, меч, чакра. Его глаза устремлены на очаровательное лицо богини Шри, которая обнимает супруга в полноте любви. Богиня несравненна по красоте и подобна расплавленному золоту. Она трепещет от радости, её драгоценные украшения мерцают на вздымающейся груди. В руках Лакшми распустившиеся цветы лотоса. И сами глаза Шри, и её губы подобны лотосам, словно уста жаждут выпить нектар из его медовых уст. Тело её охватывает едва заметная дрожь, а на коже показываются жемчужные капли пота. Божественную пару окружают прекрасные девушки с полными бедрами и высокой грудью. Их лица озаряют сладкие улыбки, они с пылким чувством взирают на властелина Вайкунтхи. Их изящные ладони сложены на груди в знак приветствия. Пронзённые цветочными стрелами Ананги (бога любви), они сладострастно движутся. Их губы едва приоткрыты, но не издают ни звука, хотя и трепещут от охватившей их страсти. Их волосы и одежды в беспорядке, их тела слегка подрагивают, а вздохи так глубоки. Они едва себя ощущают и готовы потерять сознание, пронзённые стрелами Манматхи (бога любви). Однако Вишну бросает на них взгляд поддержки, и благодаря его благословенному взгляду они остаются на ногах. Складывая ладони в приветственный жест лотоса, они приближаются к привлекательному властелину Вайкунтхи. Шепотом любви, с глазами, мокрыми от слез радости, они нежно касаются его стоп и едва слышно произносят: «Высший Господь, наше прибежище».

Сура-сундари (небесные красавицы), символы красоты, изящества и чувственности, в храмовом комплексе Кхаджурахо: юные создания ухаживают за собой, одеваются и обнимаются с возлюбленным
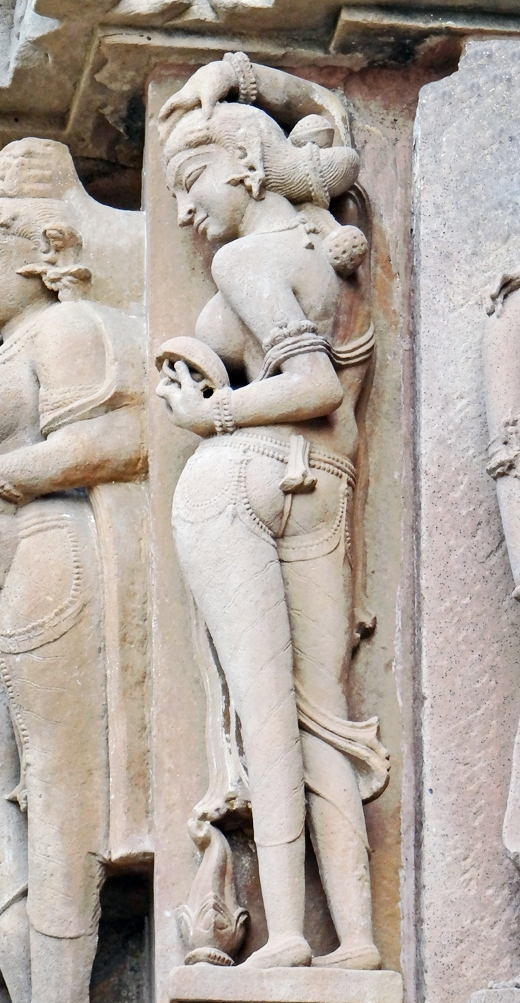
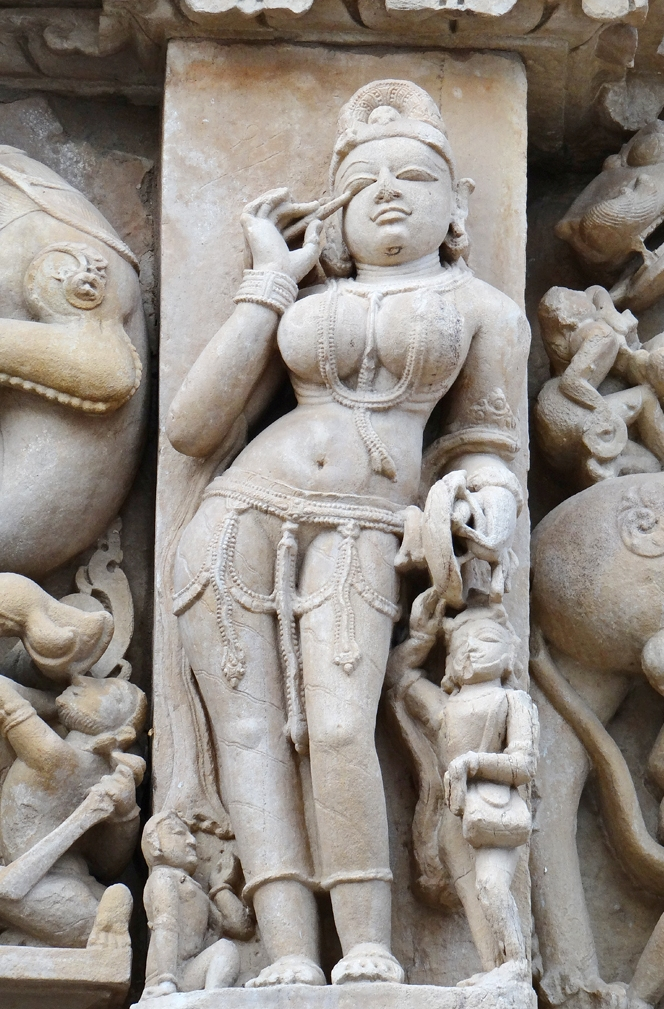
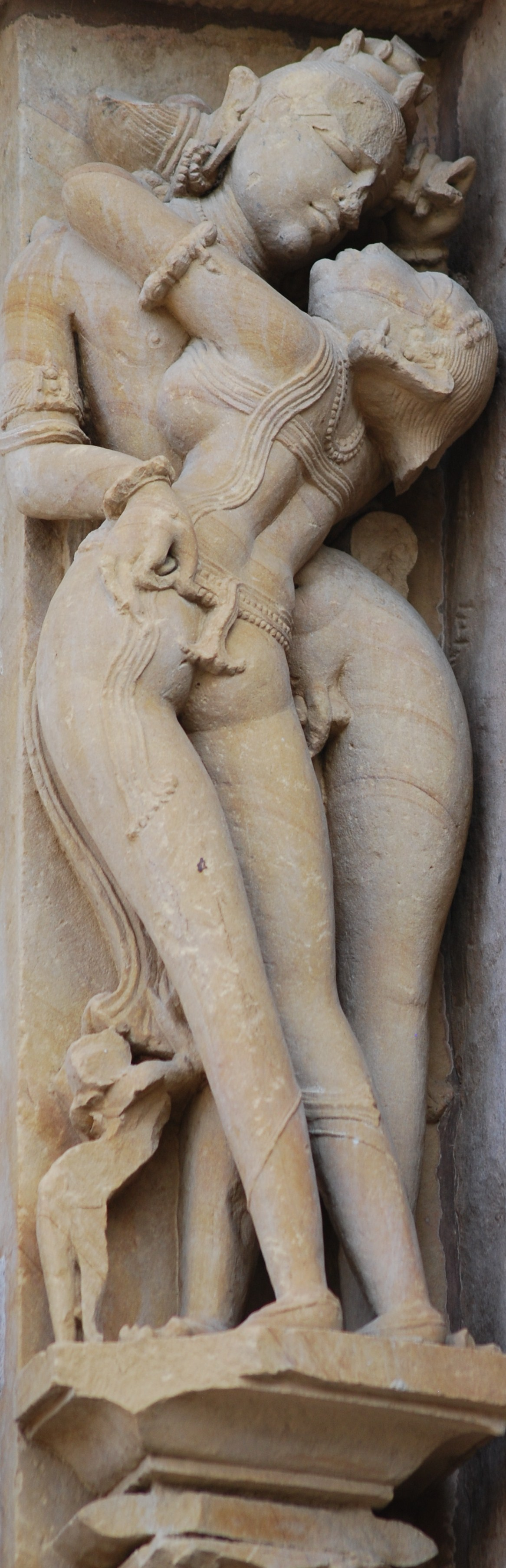
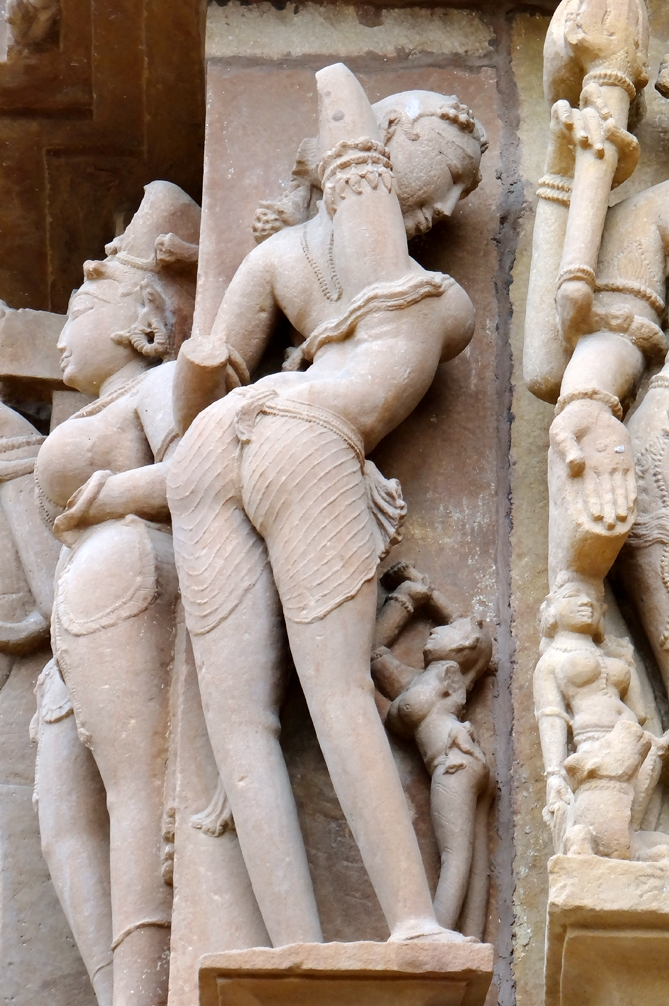

Апогей описания любовного слияния душ достигается в «Сумадхва виджая» («Sumadhva Vijaya», или просто «Мадхва виджая») — «Истории победы Мадхвы», биографии основоположника философии двайта и Брахма-сампрадаи Мадхвачарьи. Биография написана в XIV веке Нараяна Пандитачарьей, сыном одного из прямых учеников Мадхвы, и содержит главу с описанием жизни на Вайкунтхе. В ней жители небесной обители представлены юными супружескими парами. Четырёхрукие облики юношей похожи на тёмного Вишну, цвета тел девушек переливаются как у драгоценных камней. Они одеты лишь в набедренные одежды, их груди прикрывают жемчужные ожерелья. Среди юных девушек нет ни одной, кто не была бы любима. Своё время супружеские пары проводят в неге, занимаясь любовью. Их любовные игры повторяют сладостные игры самого Вишну. Глубокий эротический образ влюбленных отсылает к красоте любви между мужчиной и женщиной. Однако внешнее сходство обманчиво: у юных пар нет телесных форм, тела небожителей состоят из блаженства Вайкунтхи. Их любовный экстаз не связан с различием противоположностей — он отражение чистой природы и нежности высшей обители, которые не встретишь в других мирах.

Описание свободных душ (тексты 21-25).
Свободные души Вайкунтхи обладают четырьмя руками, у них лотосоподобные глаза. Они носят желто-золотые одежды и превосходные украшения. Они сияют как восходящее Солнце, а цвет их тел подобен иссини-тёмным облакам. Здесь они проводят время, полные неги.
Блаженство тех, кто достиг близости с Высшей душой, не имеет себе равных. Оно превосходит великие качества других миров. На Вайкунтхе нет ни рождения, ни смерти, ни старости. Здесь не ведомо ни одно из трёх типов страданий. Здесь нет ни тени печали, поскольку нет никаких недостатков, нет первопричины — трёх гун.
Хотя свободные души не равны между собой (в мадхава-сампрадае считается, что различия между душами продолжают сохраняться вечно, а значит, они у них есть иерархия — прим.), они испытывают взаимную любовь друг к другу. Души осознают, что Вишну — их бескорыстный благодетель, и они преданы другим душам, превосходящим их самих. Они всегда наслаждаются блаженством в той мере, на какую способна их природа.
Свободные души прекрасны, вечно юны, а их тела покрывает ароматная сандаловая паста хари-чандана. Они сияют, словно восходящая Луна. Они всегда молоды, их сопровождают преданные души с чамарами-опахалами.
Блаженство супружества свободных душ (тексты 26-36).
Вечно молодые юноши дарят счастье своим юным жёнам. Те услаждают их глаза изящными танцами, а уши — нежной музыкой и пением. Девушки с прекрасными глазами, как у оленей, сопровождают своих супругов, направляющихся в сады. Они медленно спускаются из небесных колесниц, как молочный свет исходит от Луны.
Одни девушки подобны красным рубинам, другие светлые как ожерелья чистого жемчуга, третьи — иссини-тёмные как драгоценные сапфиры. Их красоту подчёркивают мерцающие украшения. Вместе они напоминают темные дождевые облака. Их одежды легки как воздух, а голос сладок как пение лесных попугайчиков.
Когда юные спутницы ступают по полу, выложенному красным агатом, алое сияние их красных ногтей сливается с полом, а когда их ступни касаются хрустальных плит, мягкое свечение разливается и становится отчетливо видным. Изысканные одежды на крутых восхитительных бедрах девушек с оленьими глазами сочетаются с естественными цветами их тел. Их наряды кажутся флагами бога любви, торжествующего победу над всем миром.
У юных созданий нежные, мягкие руки в звенящих золотых браслетах, подобные молодым росткам. На их стройных животах заметы три складки и ниже — линия тонких волос. Высокие груди девушек напоминают переполненные кувшины. Жемчужные ожерелья на них плавно покачиваются на каждом шагу. Кажется, что сияющие украшения отблескивают солнечными зайчиками мокрой груди. В правой руке они игриво держат цветы водной лилии, а левая покоится на плечах мужественных спутников. Серьги отбрасывают блики на щеках, их лица озаряют нежные улыбки, а сами они искоса бросают взгляды на своих юношей.

Сады Вайкунтхи (тексты 37-48).

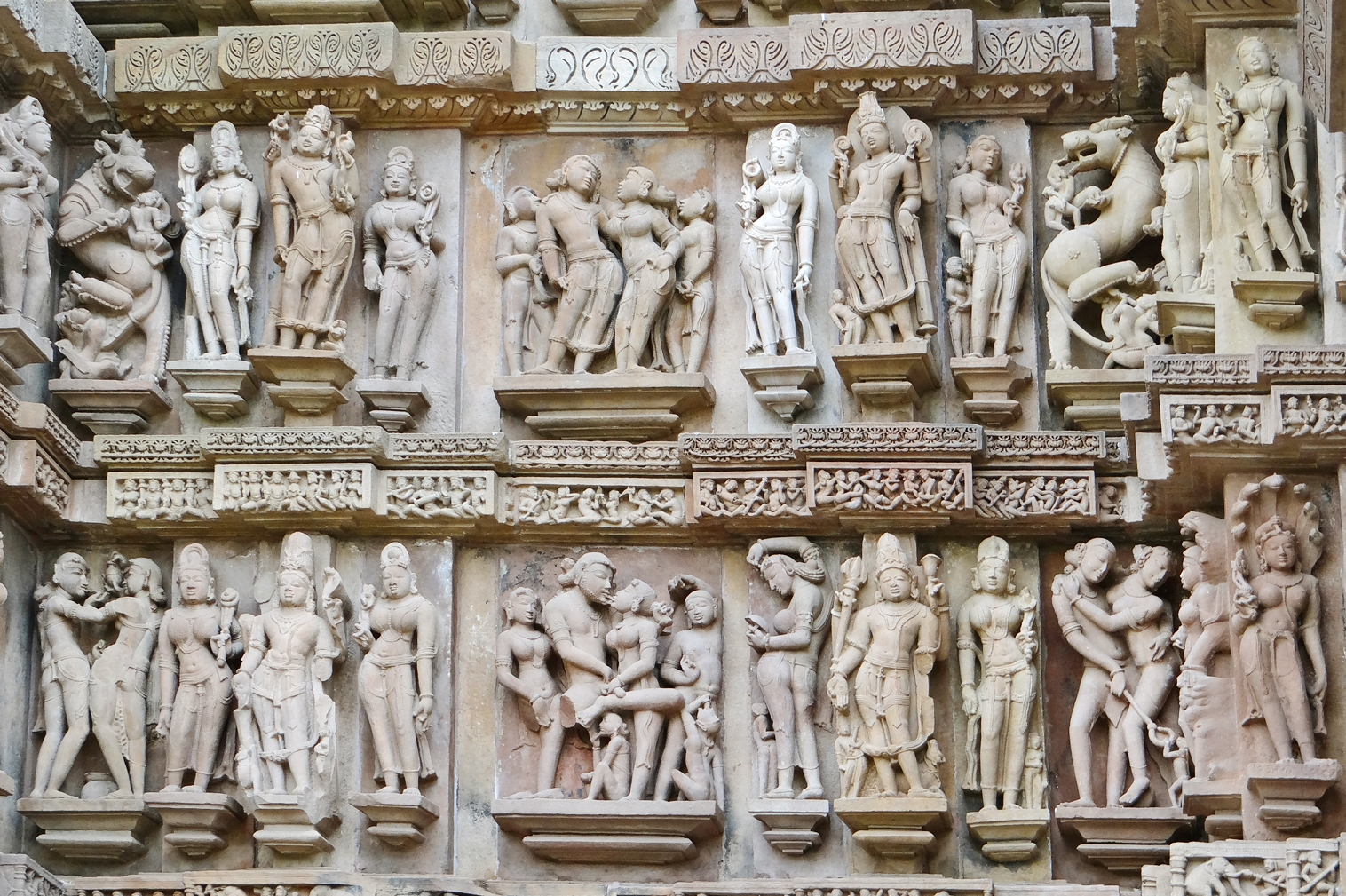
Скульптурные украшения на стенах Храма Лакшмана в Кхаджурахо (Индия, 930—954 годы): Вишну в окружении небесных красавиц и влюблённых пар.

Когда девушки спускаются из небесных колесниц и выдвигаются вперед, звеня цепочками и браслетами на лодыжках, молодые люди оглядываются на них, будто взывают к их красоте. Юные создания идут медленно, словно утомленные весом своих пышных грудей. В объятьях супругов они обретают вдохновение и входят в дивные сады Вайкунтхи.
В саду удовольствий Нанданавана растут божественные деревья, называемые парибхадра, калпаврикша, париджатха, харичандана и сантхана. Все сезоны года здесь существуют, чтобы доставлять удовольствие. В садах цветут жасмин и чампака, среди которых летают и поют пчёлы. Сетуя на то, что супруга якобы не знает, как её носить, юный муж берет свежую гирлянду из цветов маллика. Сзади он вплетает гирлянду в косу и обнимает её полные груди.
Свободные души на Вайкунтхе не имеют никаких обязанностей. И все же, из любви они предлагают Хари (Вишну) всё, что у них есть — нектар, цветочные гирлянды, фрукты и цветы — это их естество. В садах удовольствий девушки с наслаждением вовлекаются в любовные игры со своими вторыми половинками. Вместе они мелодично воспевают сладостные игры самого Хари. Одни юные супруги танцуют перед возлюбленными, другие — собирают цветы, третьи — готовят гирлянды. Среди них нет ни одной, кто не была бы любима.
Любовные игры (тексты 49-63).
Натешившись в садах прекрасными чувствами, юноши входят в беседки из лиан, где обнимают своих юных жен, утомленных весом пышных грудей. Они пьют нектар их уст, подобно шмелям, прильнувшим к цветущим лотосам. Влюбленные девушки заходят в пруды, наполненные нектаром. Их браслеты звенят, перекликаясь курлыканьем журавлей. Они развлекаются, играя, плескаясь и поднимая руками брызги. Наигравшись, девушки выходят на широкие коралловые берега. Подруги натирают их тела ароматно пахнущим маслом. Лотосоокие девушки повязывают на талии тонкие одежды, надевают серьги и другие украшения. Они посыпают груди красным кункумом, на шею надевают цветочные гирлянды, наносят тени для век и подкрашивают ресницы.
Со своими возлюбленными изящные девы возвращаются домой. Там они пьют нектар из драгоценных кубков, вкус которого неведом обусловленным душам. Когда подступает должное время, побуждаемые любовными намеками супругов, девушки с тонко подведенными глазами поднимаются на мягкое ложе. Смирение — одно из их неотъемлемых качеств. Красавица, чтобы вплести в волосы цветы, поднимает руки вверх и обнажает нежные подмышки. Её красивая грудь поднимается, что вызывает в супруге сильное влечение и он любовно обнимает свою половину. Возможно ли не обнимать и не дарить блаженство юной супруге, когда пышная, упругая и красивая грудь возлюбленной касается его?
Обожающий супруг долго и с упоением смотрит на цветущее улыбкой лицо прекрасной возлюбленной, бросающей на него застенчивые взгляды. Её щеки озарены драгоценными серьгами, оттеняющими овал лица. Очарованный женской красотой, он жаждет крепкого поцелуя. Юный супруг, наполненный блаженством объятий, поднимает застенчиво опущенное, светлое, как Луна, лицо своей возлюбленной. В долгом поцелуе он с наслаждением пьет сладкий нектар её уст. Охваченный небывалым порывом, стремясь к любовному единению, супруг торопится снять одежды возлюбленной, тогда как лотосоокая супруга слегка его сдерживает. Девушки, искусные в любви, отвечают взаимностью, обнимают и поощряют супругов к слиянию. Они наклоняются к ним большими грудями и издают приятные звуки, доставляя удовольствие вторым половинкам.
Вечно молодые девушки и юноши Вайкунтхи неподражаемы, столь дивных качеств, как у них, не встретишь больше нигде. Любовные игры чудесных пар гармоничны и не от мира сего, они неземной природы и превосходят удовольствия, которые можно встретить в других мирах. На Вайкунтхе любовные игры не приводят ни к истощению, ни к поту, ни к чему другому неприятному. Влюбленные никогда не разлучаются и не имеют повода для ревности. Тела всех душ Вайкунтхи сотканы из чистого знания и блаженства. Они источают благоухание, как снаружи, так и изнутри. Любовные игры совершенных душ превозносится даже мудрецы и боги.

— Нараяна Пандитачарья, «Сумадхва виджая», глава 11
Небесные танцы на Вайкунтхе идут следом за своим господином в земной мир, когда Вишну снисходит на Землю. Один из ярких эпизодов танцев Вайкунтхи описывает тамильская «Повесть о браслете» («Шилаппадикарам»), датируемая между V и VI веками. В повести Вишну называют разными именами и эпитетами — Майяваном, «измерившим тремя шагами Вселенную» (что отсылает к истории Тривикрамы), «вспахтавшем океан» (отсылка к молочному океану), «Богом цвета океана, прячущим в руках солнечный диск» и другими. Вишну принимает облик «спрятавшего одежды пастушек» (Канны-Кришны) и танцует в их окружении с прекрасной Лакшми-Наппинней. Звуками флейты Вишну уносит зачарованных слушателей в мир наслаждения, на Вайкунтху. Мудрец Нарада, вечно сопровождающий Вишну, играет им на струнах вины. Вместе герои наслаждаются наивысшим блаженством, даруемым Вишну, и воспевают «Бога, восседающего на птице» (Вишну на Гаруде).
Вновь и вновь танцы на Вайкунтхе, принося своим исполнителям благословение, повторяются в земном мире. Их отражением является традиционный тамильский танец куравей (IAST: kuṟavai), о котором рассказывает «Повесть о браслете». Подобно девушкам Вайкунтхи семь земных девушек встают в круг и исполняют танец для Вишну, вместе держась за руки. Каждая из них олицетворяет качество Вишну и одновременно музыкальную ноту. Они просят Вишну подыграть им на дивной флейте и спуститься с небесной обители. Девушки воспевают его красоту и славу, но прежде всего — чудеса переодевания в различные облики. Исполняя танец, они заполняются чувством, переживаемым небесными жителями Вайкунтхи. Танец девушек, впервые описанный в «Повести о браслете», стал прообразом раса-лилы в рощах Бриндавана, многократно приукрашенной и воспетой спустя несколько столетий в Северной Индии. В тамильской Южной Индии куравей во славу Вишну, приносящий волшебство Вайкунтхи, продолжают исполнять по сей день.

## Вайкунтха в ритуальной практике

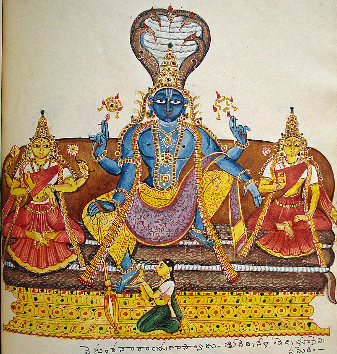
Вишну как Вайкунтханатх вместе с Шри (слева), Бху (справа) и Нила (снизу) на ложе из Шеши. Акварель, Танджавур, 1830 год. Коллекция Британского музея.

Наследник Ямуны, основоположник вишишта-адвайты, Рамануджа, оставил обзорное описание Вайкунтхи в «Нитья-грантха» («Руководстве по ежедневному поклонению»). Вне зависимости от того, был ли Рамануджа его автором, или нет, оно вошло в ритуальный канон шри-вайшнавизма. В обязанность вайшнава входит ежедневное памятование Вайкунтхи для поддержания с ней незримой связи. Ещё до начала проведения ежедневной пуджи, в ходе подготовки к ней, вайшнав некоторое время медитирует на Вишну, произносит мантру сто восемь раз, затем кланяется перед Вишну и делает подношение воды. Он разбрызгивает воду, начиная сверху, с небес Вайкунтхи, и заканчивая землей вокруг себя.
После подготовки к пудже вайшнав представляет себе восхождение на Вайкунтху и после некоторого созерцания возвращается обратно в обыденное состояние сознания. Во время восхождения в мир Вишну он повторяет ряд мантр. Последовательно предлагается приветствие божественному миру Вайкунтхи («дивья-лока»), затем жителям божественного мира Вайкунтхи («дивья-джнана»), божественному городу на Вайкунтхе («дивья-нагар»), божественному дворцу супружеской четы («дивья-вимана»), павильону, украшенному драгоценностями, где она пребывает («дивья-мандапа-ратна»), трону из лотоса (змея Ананта).

om srıvaikunthaya divyalokaya namah iti divyalokam pranamya,

om srıvaikunthaya divyajanapadaya namah iti divyajanapadam pranamya,

om srıvaikunthaya divyanagaraya namah iti divyanagaram pranamya,

om srıvaikunthaya divyavimanaya namah iti divyavimanam pranamya,

om anandamayaya divyamantaparatnaya namah iti mantapa-ratnampranamya,

tasmin anantaya (nagarajaya) namah iti astaranam pranamya.
— Рамануджа. «Нитья-грантха» (Руководство по ежедневному поклонению Вишну), XII век.

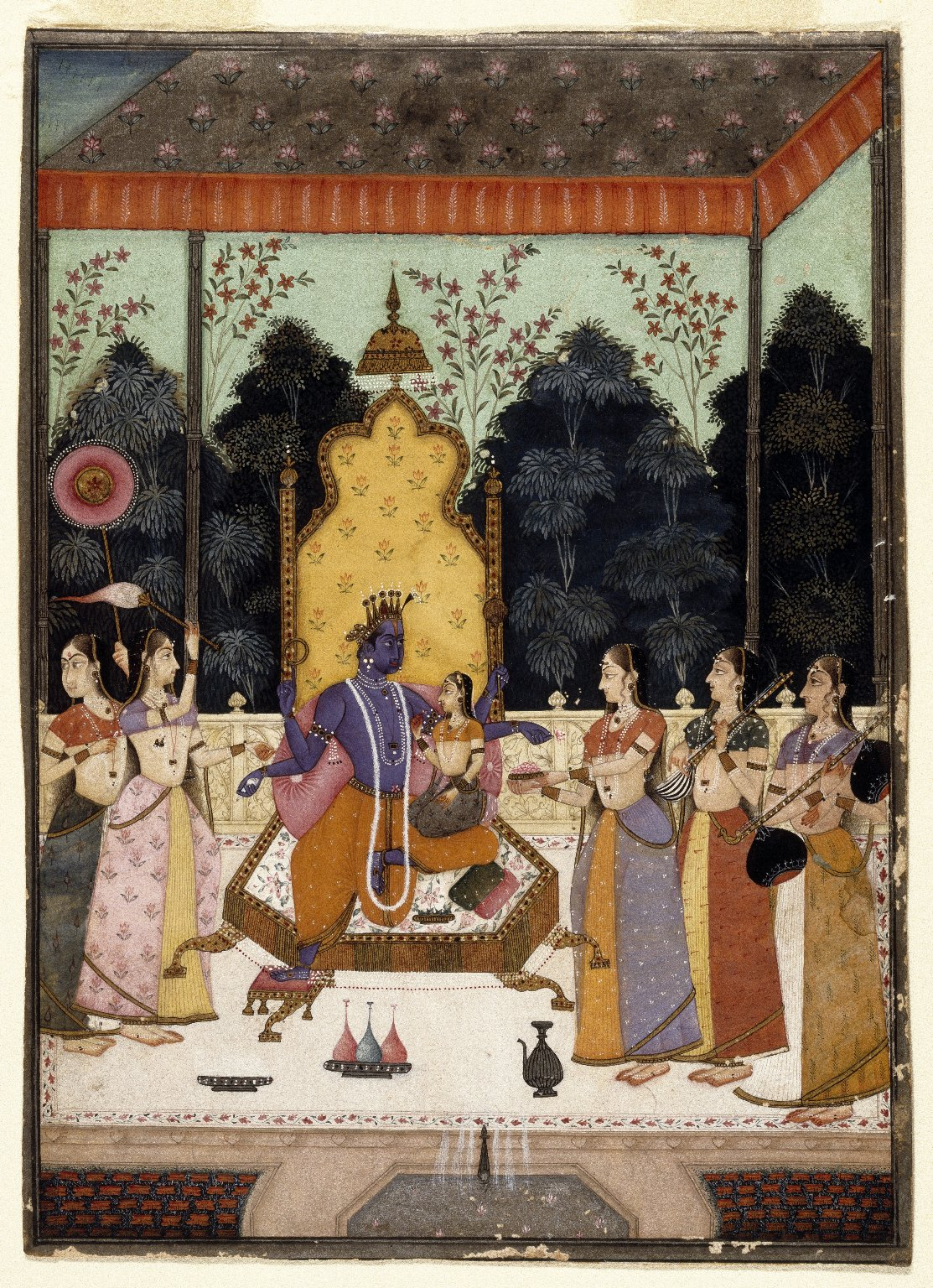
Даршан Вайкунтхи: Вишну с Лакшми в окружении девушек. Индия, 1710—15 годы. Коллекция Бруклинского музея (США)

Затем вайшнав в уме обращается к божественным качествам Вишну, его дхарме, духовному знанию, бесстрашию и всемогуществу, повторяя каждый раз соответствующие мантры, предлагает цветок лотоса и обмахивает веером. Рассыпая повсюду лепестки и неочищенный рис, он предлагает благовония, цветы, ладан и пламя светильника, наконец, подходит к главной стадии — мысленному созерцанию Вишну на Вайкунтхе.
Вишну-Нараяна предстает сидящим на лотосе, опираясь на змеиные кольца Ананты. У него большие и чистые глаза, прекрасные как лепестки лотоса. Его тело украшено драгоценностями, включая корону, ожерелья, кольца, нарукавники и браслеты. Правая нога Вишну согнута под себя, а левая нога выдается вперед. Правая рука вытянута вперед и покоится на колене, а левая рука лежит на змеиных кольцах. Верхние руки держат священную раковину и Сударшану-чакру. Он предстает Высшей реальностью, включающую аспекты создания, сохранения и разрушения всего. У него тёмное тело цвета дождевой тучи, а на груди сияет драгоценный камень Каустубха. Вишну предстает высшим чистым существом, трансцедентным и непостижимым, сияющим, блаженным, осознающим, возвышенным и проявленным. Его тело состоит из пяти духовных сил. Визуализация Вишну сопровождается чтением пяти мантр Упанишад. После молитвы вайшнав простирается ниц перед Вишну, просит его быть благосклонным и присутствовать до завершения поклонения.
В завершающей части пребывания на Вайкунтхе вайшнав приветствует ипостаси Лакшми (Шри, Бху и Нила-деви), а также корону Вишну. Он обращает внимание на нитья-сури, находящихся рядом с Вишну и на его божественные атрибуты. Среди них — гирлянда Виджаянти, изящная Туласи, знак Шриватсы на груди, драгоценный камень Каустубха, желтые одеяния Вишну, его украшения, очеловеченный Сударшана, чьи ладони соединены в приветствии, меч Нандаки и лук Шаранга, очеловеченный Панчаджанья белого цвета и с красными глазами, очеловеченная булава Каумодаки, души, массирующие лотосные стопы Вишну. Затем вайшнав в целом созерцает и приветствует бесконечную свиту Вишну, преподносит ей свои поклоны, предлагает приветствие сандалиям Вишну и его божественным знакам в целом, завершая созерцание Гарудой и Вишваксеной.
Тем, кто не устал от стихов из
Несравненной тысячи (произведений) Сатакопана (Наммальвара),
Кто имеет ненасытную любовь к Великолепному (Вишну),
Который является первопричиной всего без исключения,
Будет обеспечено место на Вайкунтхе.
И это истинная правда!Наммальвар, «Тируваймоли», стих 2.1.11
В тенакалаи, южной школе шри-вайшнавизма, считается, что пребывать сознанием на Вайкунтхе можно уже при земной жизни. Близкие отношения со «стопами Вишну» могут быть не хуже, чем мокша (освобождение) любого рода. Пиллаи Локачарья, создатель южной школы, ссылаясь на Наммальвара, объяснял: «Должны ли мы прийти на благословенную Вайкунтху, чтобы с любовью служить Вишну и её обитателям и полностью обрести Господа? Если бы вы спросили об этом альвара, он ответил бы, что, если мы получим божественный опыт на Земле, мы ничего не потеряем, оставаясь здесь!». В стихах 9.3.8 «Тируваймоли» Наммальвар пел: «Среди просторов бескрайнего мира Он (Вишну) стоит в Венгадаме (на холмах Тирумалы), чтобы сделать нас достойными и не перерождаться вновь, искореняя двойную карму, как добродетельную, так и неправедную. Каждый, кто приходит сюда с поклоном, подобен нитья-сури». Последователи тенакалаи медитируют на Вайкунтху, чтобы находиться в той же божественной атмосфере. Это позволяет душам вайшнавов при земной жизни уже чувствовать себя живущими на Вайкунтхе и в час смерти легко и без помех уходить к Вишну. Вайкунтха наступает для них как только они произносят нама-джапу, то есть имя Вишну, и мысленно обнимают его в своём сердце. «Падма-пурана» провозглашает: «даже простое повторение имён Вишну приводит в его высшую обитель». В целом практика южной школы посвящена тому, чтобы души ни на миг не покидали в сознании цветущий сад наивысшего счастья. И в земной действительности, следуя за примером Наммальвара, в любом действии переживали мистический опыт Вайкунтхи. В вадагалаи, северной школе, напротив, распространено понимание, что души уходят на Вайкунтху, покинув смертное тело. Последователи вадагалаи совершают ритуал прапатти (предания на милость Вишну) лишь в конце жизни.

## Вайкунтха в храмовой архитектуре

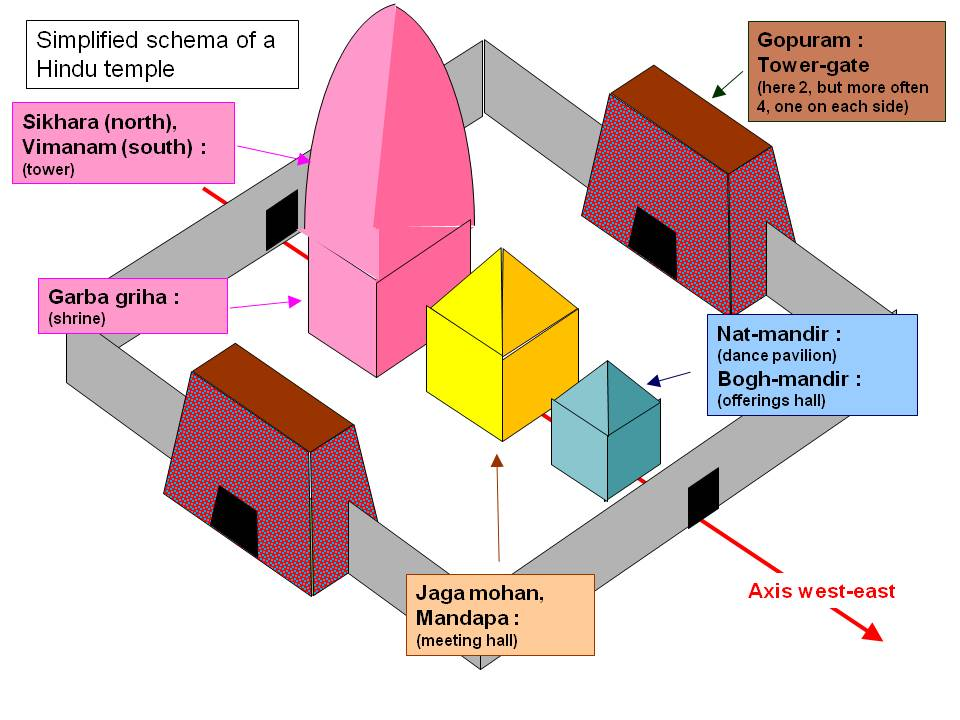
В архитектуре классического индийского храма мандапа (выделена жёлтым цветом) предшествует входу в святилище.

Описание Вайкунтхи влияло как на ритуальные практику, так и на связанную с ней храмовую архитектуру. Наибольшее влияние оказало упоминание «мандапы» — открытого зала с колоннами или павильона для ритуалов. Мандапа на Вайкунтхе, где Вишну встречает гостей, упоминается в «Падма-самхите» и далее её описание повторяется в более поздних текстах. По всей видимости, «Падма-самхита» была написана после жизни Рамануджи и включение мандапы в ритуальную практику произошло уже при последующих ачарьях. Описание Вайкунтхи рассматривалось, прежде всего, как место для мысленного поклонения Вишну. Открытый зал с колоннами можно визуализировать, а в больших храмовых комплексах, имитирующих мир Вишну, такой зал можно отстроить. В частности, крупнейший храмовый комплекс в мире, расположенный в Шрирангаме, рассматривается как земное олицетворение небесной обители Вишну. В пределах храмового комплекса была воздвигнута гранитная мандапа с тысячью колоннами, внешне напоминающая театр. Её построили в период Виджаянагара (1336—1565) на месте старого храма, то есть уже после Рамануджи. Мандапа имеет широкий центральный проход и ещё семь узких боковых проходов, обстроенных колоннами.
Мандапа с тысячью колоннами играет важную роль во время празднования «Фестиваля декламаций». Этот праздник проходит во всех храмах шри-вайшнавизма, но в Шрирангаме он отмечается особенно помпезно. В течение ряда дней в мандапе читаются 4000 стихов, сочиненных альварами, включая поэзию Наммальвара. Считается, что Вишну спускается в мандапу, чтобы послушать своих любимых поэтов. Во время чтения разыгрывается спектакль, где Наммальвар достигает освобождения и восходит на Вайкунтху. Присутствующие имеют возможность почувствовать дух Вайкунтхи, находясь в мандапе, где Вишну дает незримый даршан. Тысячеколонная мандапа в Шрирангаме стала образцом для других вайшнавских храмов. Мандапы с колоннами, хотя и меньшей площадью, строились при храмах Вишну начиная с XIII столетия.

Зал тысячи колонн, Храм Шри Ранганатхасвами, Шрирангам
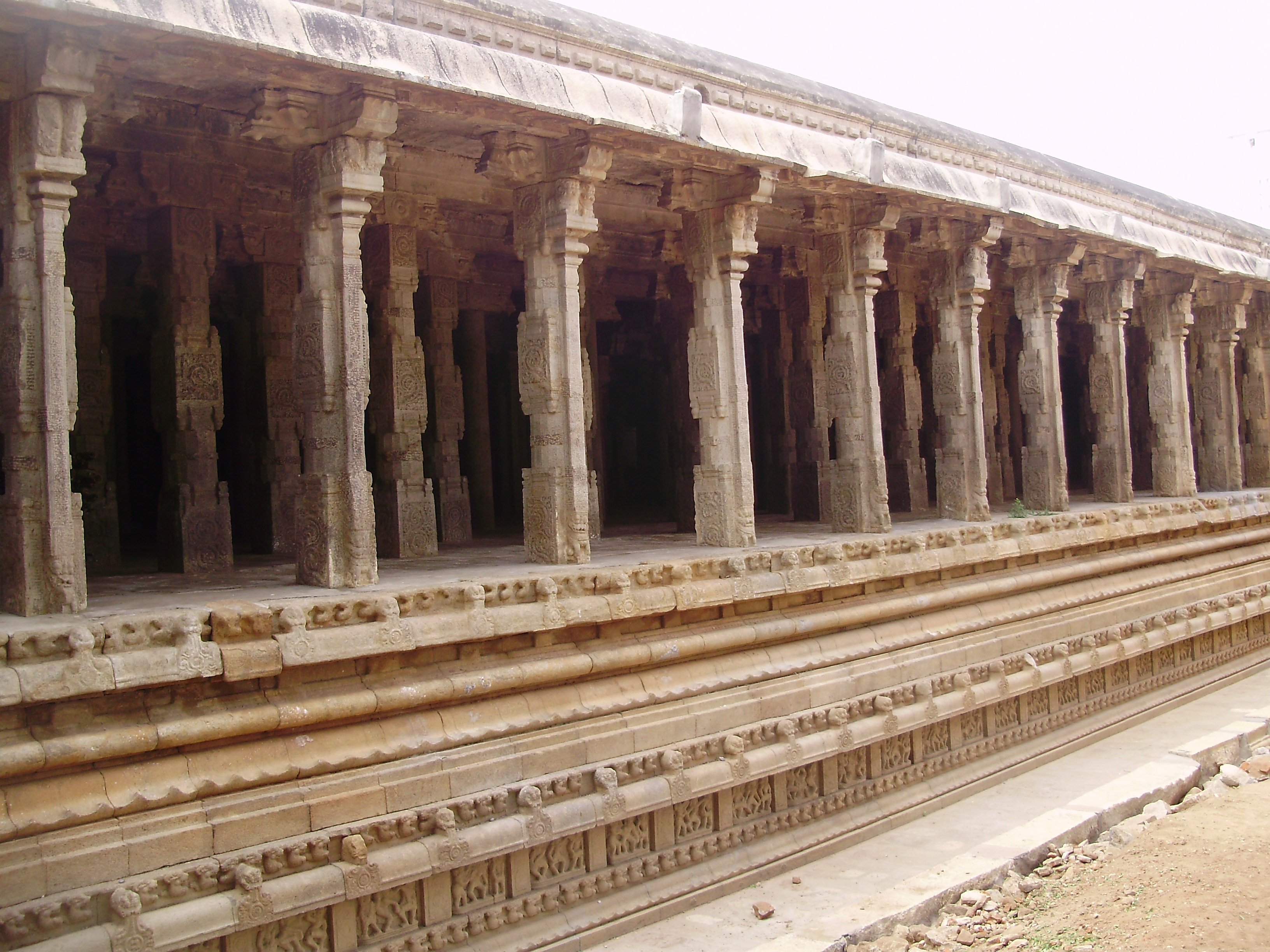
Внешний вид зала 1000 колонн
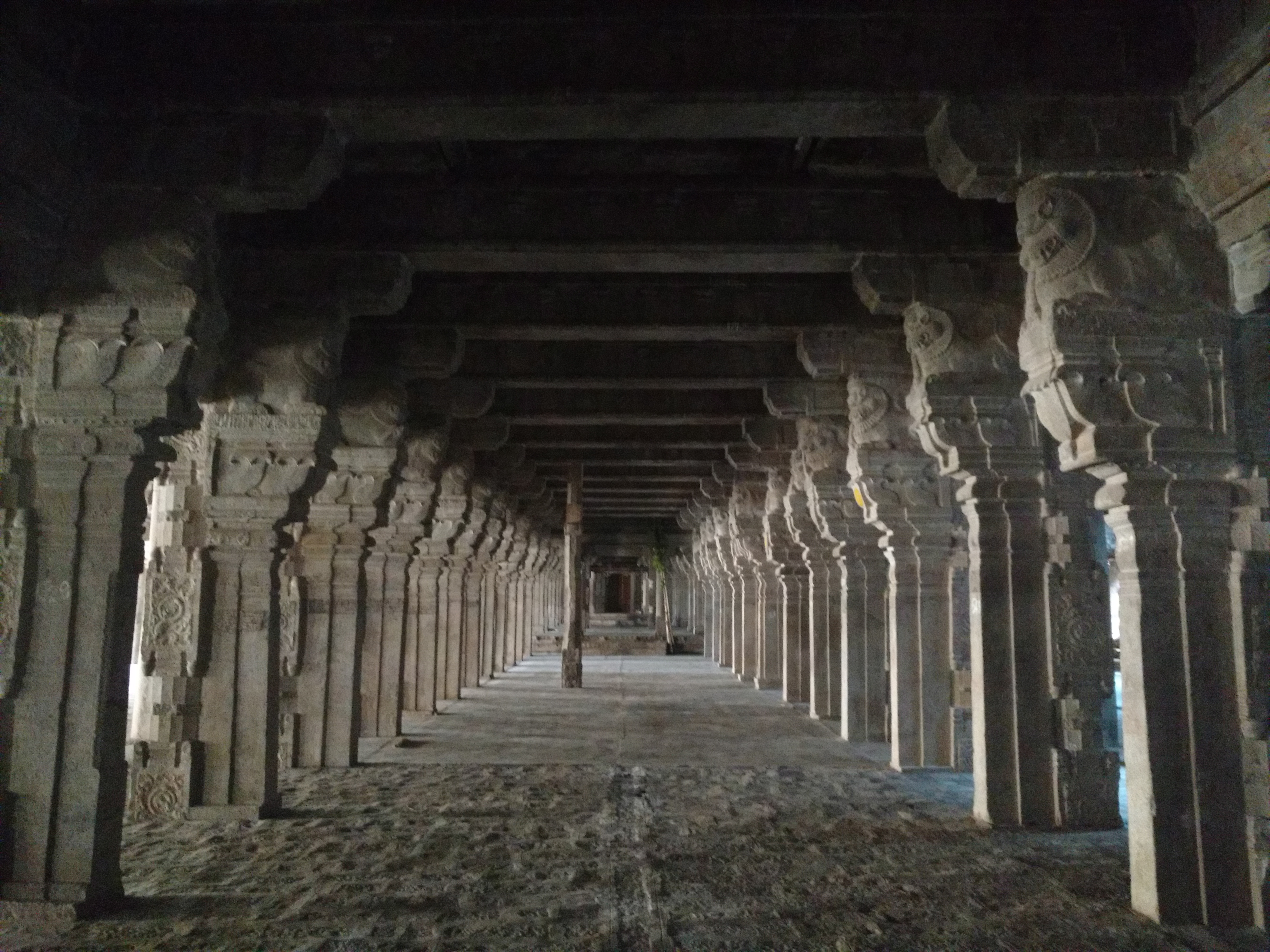
Внутренний вид зала 1000 колонн
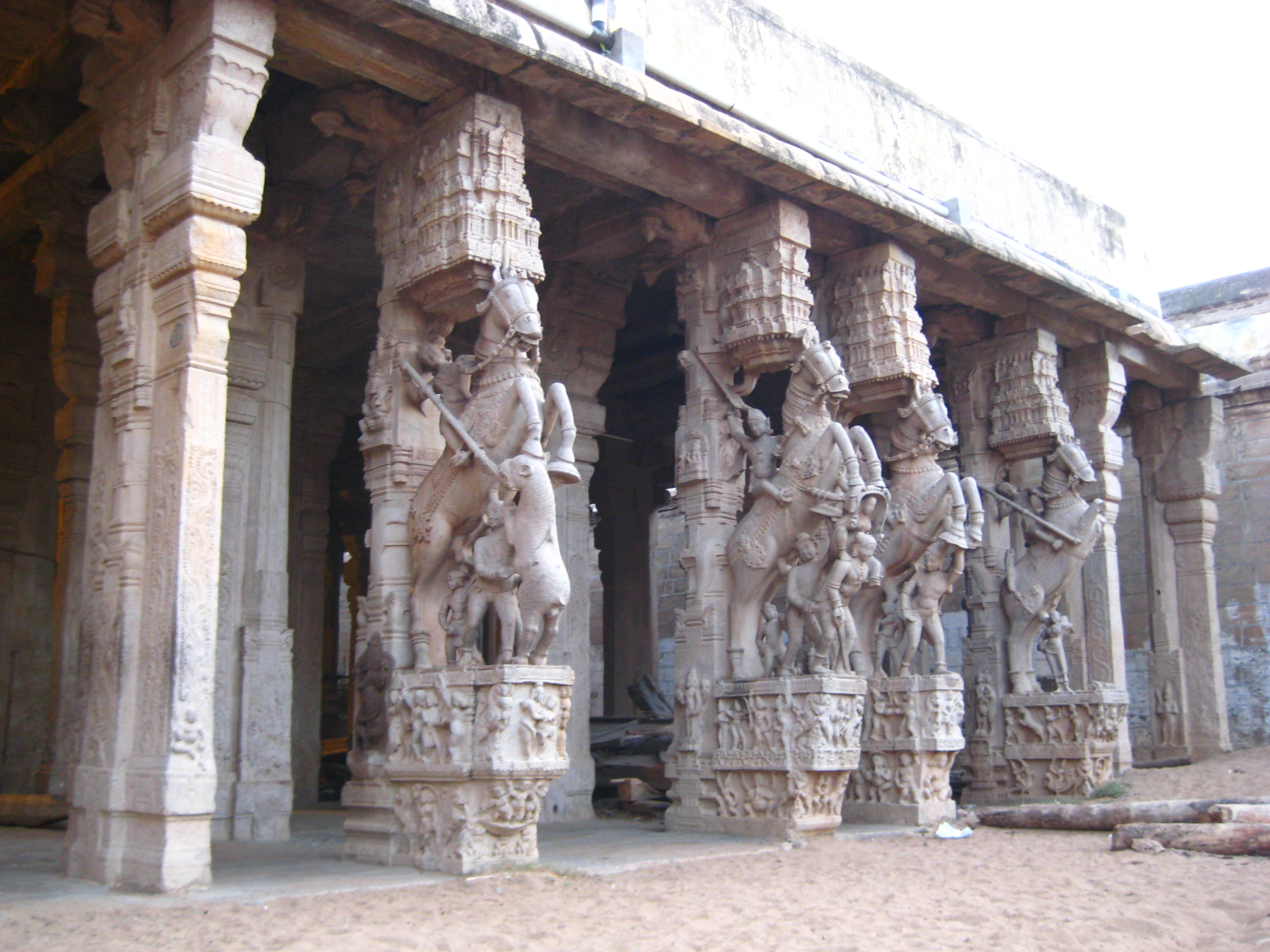
Внешние колонны в форме коней, встающих на дыбы

Вайкунтхе посвящено несколько известных храмов в Индии и Камбодже. Самым известным из них является Ангкор-Ват, храмовый комплекс в честь Вишну, построенный королём Сурьяварманом II в первой половине XII века в области Ангкор на севере Камбоджи. Во времена расцвета кхмерской империи он почитался как «Врах Вишну-лока», то есть «обитель Вишну». Храм изначально задумывался как земное воплощение Вайкунтхи. Его символами являются пять башен из песчаника, возвышающиеся над храмовыми стенами. Башни олицетворяют пики горы Меру — центра Вселенной. Храмовый комплекс окружён широким прямоугольным прудом, символизирующим молочный океан блаженства, из которого возник эликсир бессмертия амрита.
Именем Вайкунтхи назван Храм Вайкунтха Перумал (Vaikunda Perumal Temple, 12°36′55″ с. ш. 79°45′22″ в. д.) в деревне Утирамерур (Тамилнад) в честь Вишну. Храмовое божество почитается как Вайкунтха Перумал, его супруга Лакшми — как Ананда-валли. В святилище находится в сидячем положении Вайкунтанатха с Шри-деви и Бху-деви по обеим сторонам. Храм сооружен при династии Паллавов предположительно в 730—795 годах и достроен при правителях Чола.
Ты возлежишь в Тирупулингуди (храм в Тирупулингуди в Тамилнаде),
Сидишь в Тируварагунамангаи (другой храм в Тамилнаде)
И стоишь в Шривайкунтхе (третий храм в Тамилнаде).
Ты господствуешь надо мною, просветленный, своей милостью, не покидая мои мысли.
Порадуй нас, приди, чтобы мы лицезрели тебя, с губами, подобными красным фруктам,
Похожими на кораллы, сияющего как густое облако, несущее дождь.
Чтобы мы от восторга могли танцевать
К изумлению трех прохладных и процветающих миров!Наммальвар, «Тируваймоли», стих 9.2.4
Другой храм Вайкунтха-Перумал (Sri Vaikuntha Perumal Temple или Parameshwara Vinnagaram, 12°50′13″ с. ш. 79°42′28″ в. д.), называемый также «Тиру Парамешвара Виннагарам» находится в Канчипураме (Тамилнад). После шиваитского Храма Кайласа-натха он считается старейшим из сохранившихся храмов Канчипурама. Храм входит в число 108 дивьядешам, обязательных мест паломничества для шри-вайшнавов. Местные жители называют храмовое божество Вайкунтханатхом, а его супругу — Вайкунтха-валли. Три святилища хранят несколько образов Вишну: сидящего на первом этаже и доступного широкой публике; возлежащего на первом этаже, которого открывают в дни экадаши; и стоящего на втором этаже, которого могут посещать только брахманы. Считается, что Храм заложен правителем династии Паллавов Нарасимхаварманом II между 720 и 796 годами. Храм в Канчипураме послужил прообразом для более поздних храмов, построенных в Тамилнаде.

Храмы Вайкунтхи
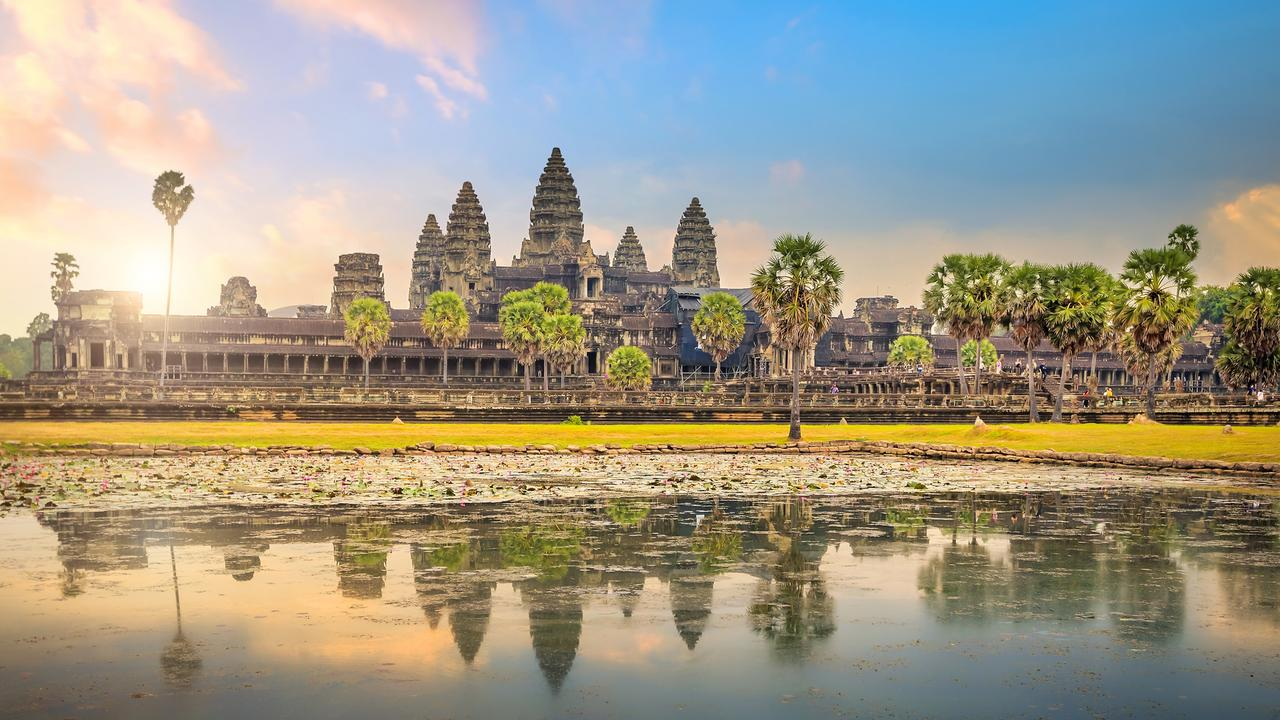
Храм Ангкор-Ват в области Ангкор на севере Камбоджи
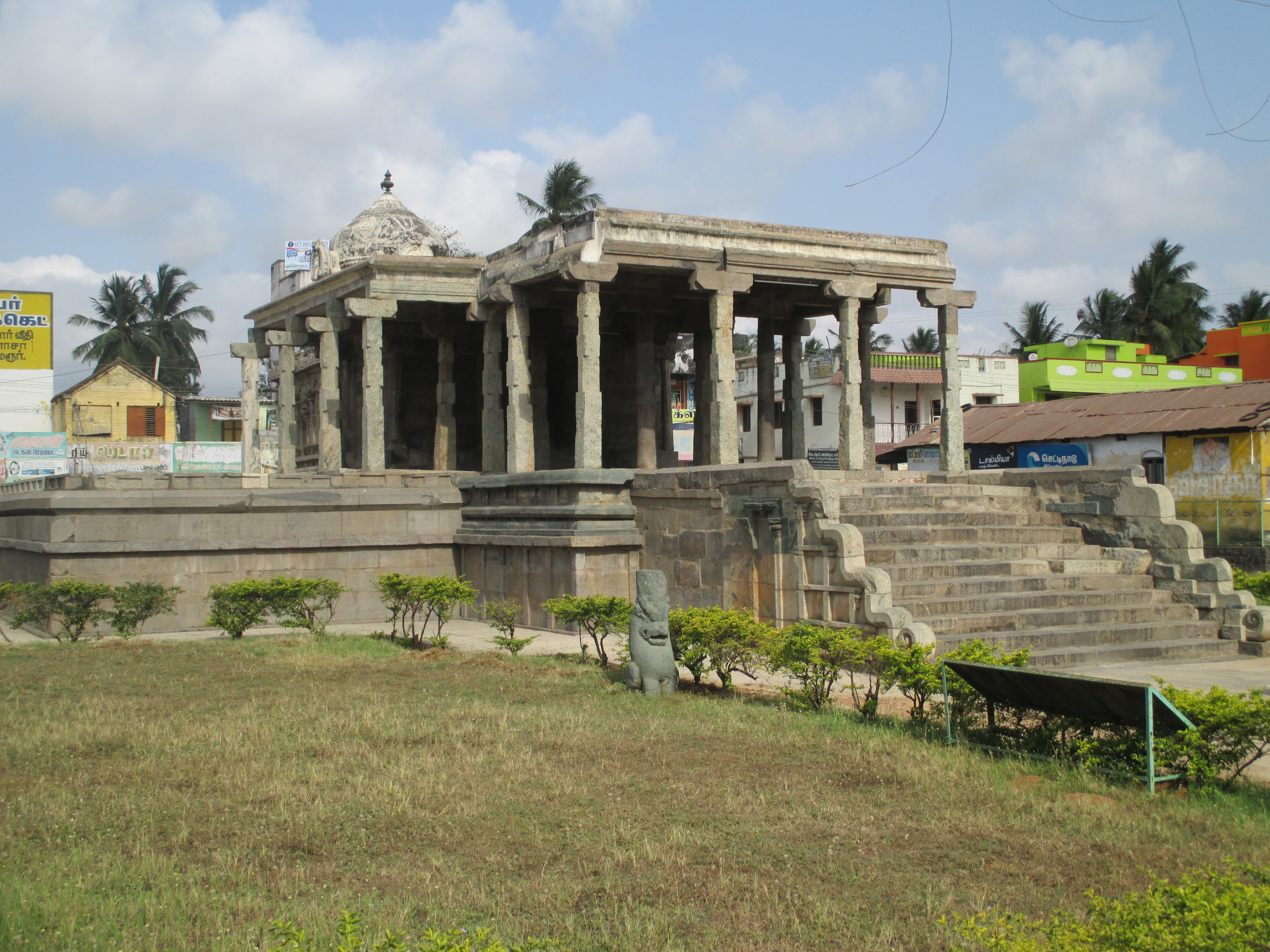
Храм Вайкунтха Перумал в Утирамеруре
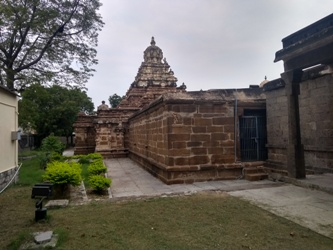
Храм Вайкунтха Перумал в Канчипураме

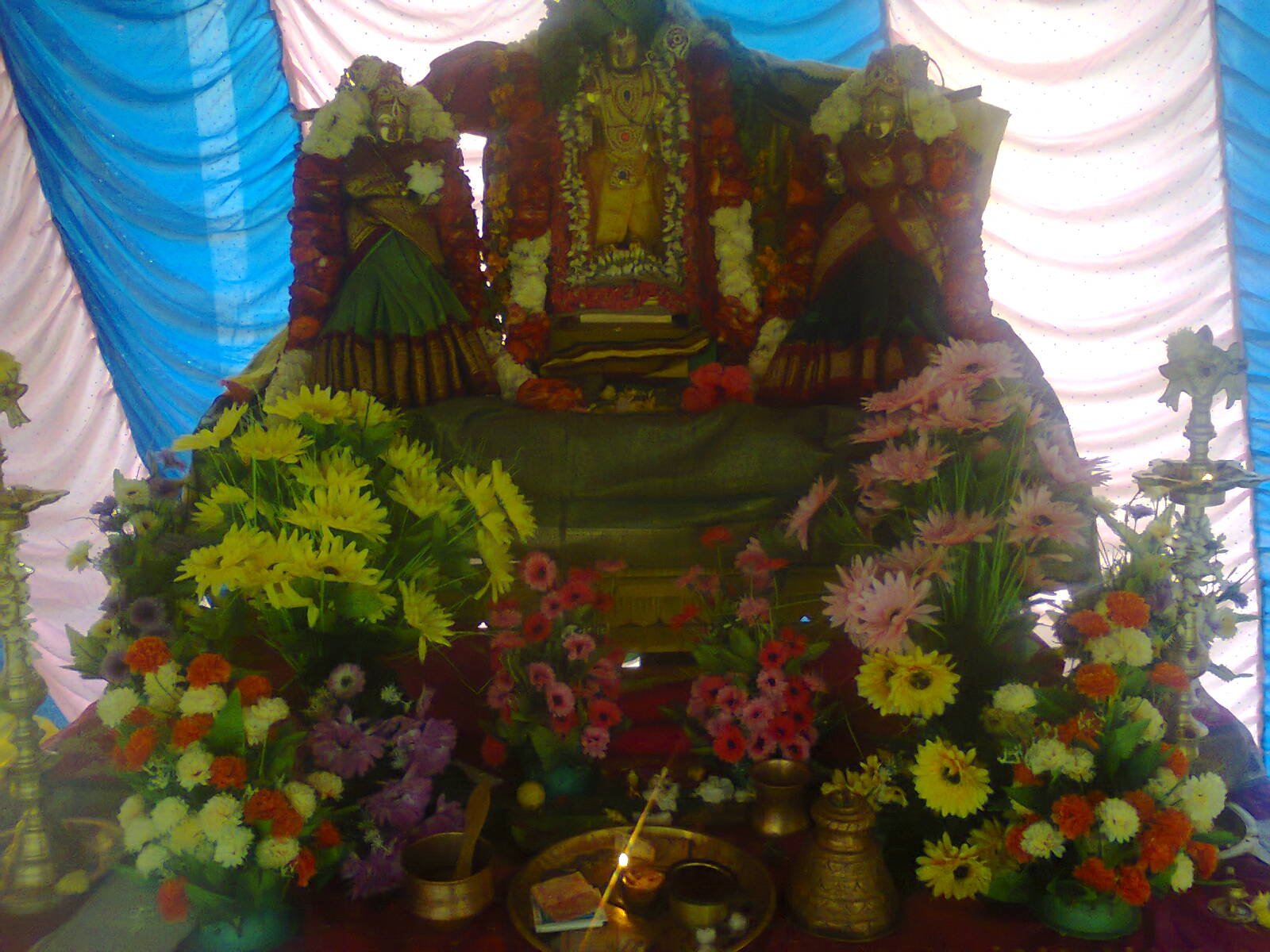
Алтарь Вишну на Вайкунтха экадаши. Индия, Тамилнад, 2014 год

Вайкунтхе посвящен храмовый праздник «Вайкунтха экадаши» (Vaikunta Ekadashi). Он проводится один или два раза в год, как правило в январе или декабре. Праздник отмечается во время двухдневного поста на одиннадцатый день месяца магха. Во время Вайкунтха экадаши соблюдается всенощное бдение, перемежающееся джапа-йогой (повторением мантр или божественного имени), медитацией и пением киртанов. Пост в это время почитается более священным, чем любой другой религиозный обет. Считается, что на Вайкунтха экадаши в храмовом святилище распахиваются незримые двери на Вайкунтху. Если соблюдать правила Вайкунтха экадаши настойчиво, с верой и преданностью, сосредоточив внимание на Вишну, то можно заслужить его милость. В Шрирангаме на Вайкунтха экадаши преданных Вишну благословляют переносным мурти Намперумала («нашего Вишну»). Его выносят из святилища через северные ворота, известные как «Парамапада васал», врата Вайкунтхи. Их открывают раз в год в день Вайкунтха экадаши, что символически отражает смысл праздника. Мурти Вишну доставляют в упомянутый зал тысячи колонн. Аналогичная церемония проводится в Храме Венкатешвары на холмах Тирумалы. В храме существует особый нецентральный вход в святилище, называемый «Вайкунтха двара» (ворота Вайкунтхи). Его также открывают только на Вайкунтха экадаши, когда считается, что любой прошедший сквозь врата, достигнет освобождения.